# Fresno (Tolima)
Fresno es un municipio de Tolima (Colombia), ubicado a 130 km de Ibagué, la capital del Departamento. Se cree que su nombre se debe a que en la antigüedad en la época de la conquista se encontraron muchos y diversos tipos de árboles de fresno de los cuales quedan muy pocos.
Desde la época de la colonización antioqueña con Líbano, son el eje de la actividad socioeconómica de la cordillera Central en el norte del Tolima. Fresno tiene un activo comercio local, en el que confluyen los municipios de Casabianca, Palocabildo, Manzanares, Herveo y Padua. La actividad comercial de Fresno se relaciona hoy con unas actividades agropecuarias diversificadas y pujantes. Por las condiciones del cultivo, el café determina en gran parte la marcha de las actividades agrícolas, aunque otros cultivos y otras actividades pecuarias exceden en conjunto ampliamente la importancia del cultivo del café. La notable actividad comercial se explica también por un fuerte mercado local generado por el predominio de las pequeñas y medianas propiedades rurales. Fresno tiene un gran predominio de la pequeña y mediana propiedad, que se traduce en una relativamente equitativa distribución de la tierra.
A comienzo del siglo XX, como respuesta a las demandas del crecimiento demográfico, se fundan, por iniciativa ciudadana, las primeras instituciones de educación y de salud: El Colegio San José y el Colegio María Auxiliadora y el Hospital San Vicente de Paúl. Hoy Fresno cuenta con una oferta educativa adecuada hasta secundaria y una limitada oferta en la educación superior. La atención en salud tiene una capacidad limitada.
Las actividades deportivas y culturales tuvieron en épocas anteriores un papel importante en el municipio, sin embargo, las instituciones que las promovían han desaparecido y se han dejado de llevar a cabo en gran parte.

## Historia

### Pobladores indígenas, conquista y colonia
Con posterioridad a la fundación de Santa Fe de Bogotá se encomendó al Capitán Baltazar Maldonado la visita a las tierras ubicadas al occidente del río Grande de la Magdalena en dirección a las cumbres nevadas donde según noticias de los indígenas de la sabana de Bogotá se encontraban importantes minas de oro. Muy pronto el grupo español debió enfrentar las tribus de los Guarinoes, Guasquias, Onimes y otros miembros de la familia de los Panches ocupantes de ambas bandas de terrenos adyacentes al río Magdalena. Dada la fuerte resistencia presentada por los grupos indígenas y las pérdidas sufridas, el Capitán español debió regresar al punto de partida.
Por los años 1550 y 1554, los Capitanes Hernán Vanegas y Francisco Núñez Pedrozo, fueron enviados como expedicionarios, logrando el primero la fundación de la ciudad de Tocaima y el segundo de ellos la de la ciudad de San Sebastián de Mariquita.
Debido al alzamiento continuado de los indios de la región, la Real Audiencia de Santa Fe encomendó a Gonzalo Jiménez de Quesada, el apaciguamiento de las tribus rebeldes, campaña dentro de la cual fundó una ciudad a la que dio el nombre de Santa Águeda del Gualí, de la que no se tiene conocimiento exacto del lugar y fecha de su fundación, creyéndose únicamente que existió cerca al lugar donde hoy está la población de Fresno. Con posterioridad a estos eventos no registra antecedentes bélicos de contiendas contra los indios. No figuran en los anales de la Colonia ni de la Independencia; apenas hizo acto de presencia en la Guerra de los Mil Días.

### Fundación
Asentamiento de los primeros pobladores, creación de un nuevo pueblo, solicitud de legalización de terrenos y expedición de normas de legalización.
A partir de 1850 comenzaron a asentarse en la región grupos de colonizadores antioqueños y ya en 1857 se estableció la población con un grupo conformado por Miguel María de los Ríos, Bonifacio Miranda, Celedonio Ospina, Norberto Gaviria, Miguel Calderón, Dionisio y Antonio Arango, Cipriano y Domingo Díaz, Lino Flórez y Francisco Pinilla. El nuevo pueblo se denominó Mosquesada, en memoria del Tomás Cipriano de Mosquera y de Gonzalo Jiménez de Quesada.
Era frecuentado por los viajeros que se dirigían desde las minas de Mariquita, Frías y Santa Ana (hoy Falan), a las que se explotaban allende la cordillera Central, de las cuales las más importantes y renombradas eran las de Anserma y Supía, explotadas desde la época colonial. Este asentamiento espontáneo se había tornado en posada obligada para los caminantes que hacían dicha travesía. A raíz de la fundación de la aldea de Mosquesada se restableció el tránsito de un camino que estaba abandonado desde Antioquia hasta Mariquita, pasando por el páramo de Herveo y por territorios del Fresno. Este camino había sido construido desde la lejana época de la Colonia, en el año de en 1776 por Felipe de Villegas, progresista vecino de Rionegro.
Para obtener la adjudicación de los terrenos, los colonos iniciales y otros inmigrantes que atraídos por las ventajas y riquezas de la región se asentaron en ella, acudieron a los oficios del coronel Anselmo Pineda, vecino de la nueva aldea en razón de los extensos terrenos que había recibido en lo que hoy se reconoce como Palocabildo, en recompensa por los servicios militares prestados al Gobierno Nacional.
Levantada la información de testigos para comprobar los baldíos al oeste de las posesiones mineras de Mariquita y Santana (Falan), cercanos al páramo de Herveo, demostrado el avecinamiento de más de doscientas personas en el sector, en su mayoría procedentes de Antioquia y comprobada la conveniencia social de la nueva colonia, con resolución ejecutiva de 10 de octubre de 1857 se cedieron 7680 hectáreas de terrenos baldíos en el lugar sugerido por los solicitantes y para los fines propuestos. Dicha resolución fue confirmada en el año siguiente con resolución del 27 de octubre de 1858.
Poco tiempo después se cambió el nombre de la aldea por el de Fresno, en conmemoración del árbol de igual nombre, de florescencias de color áureo intenso, abundante en la región.
Con posterioridad a la adjudicación inicial de baldíos, la Ley 62 de 1879 expedida por el Congreso de los Estados Unidos de Colombia, estableció: “Cédense a los pobladores de la aldea del Fresno, en el Estado Soberano del Tolima, veinte mil hectáreas de tierras baldías destinadas al fomento de la población”.
"El Fresno llevó el título de aldea por espacio de unos treinta años, desde su fundación hasta el 31 de octubre de 1887, año en que por virtud del Decreto No. 650 de fecha 31 de octubre, dictado en Ibagué por el gobernador del Departamento General Manuel Casabianca, fue elevado a la categoría de Distrito".

### Finales delsigloXIXysigloXX
De la minería a los cultivos agrícolas y consolidación como punto de paso y centro de comercio.
Durante la etapa inicial de su desarrollo, se destacó la industria minera debido a la abundancia de aluviones acuíferos en varias de las quebradas y arroyos del municipio. Una de las primeras minas se localizó en la hoya de la quebrada de Nicuá, en la cual se encontraron restos de los trabajos practicados antiguamente por los indios de la comarca. Esta mina fue titulada por su descubridor el señor Simón Almazán en el año de 1879. posteriormente se descubrieron y explotaron las minas de La Capilla, San Miguel, El Tablazo, El Placer, El Tesoro, Campeón, Providencia, Barreto, Medina y Ríosucio. En los años de 1940 sólo se explotaban las de San Miguel, El Centro, Gil, Chicalá y Barreto.
Alrededor de 1890 ingresa el café a la economía de la región y se constituye en una oportunidad de desarrollo con posibilidades de exportación y de igual forma, de compensación de los altibajos de la actividad minera.
Durante esta época Fresno constituye con Líbano el eje de la actividad socioeconómica de la cordillera central norte-tolimense. En el escenario de la colonización antioqueña a partir de 1850, Fresno (1857) y Casabianca, inicialmente Santo Domingo (1848), constituyeron los puntos iniciales para las fundaciones de las actuales diez cabeceras municipales de origen paisa, en el Departamento de Tolima.
Los requerimientos de una vía más adecuada para atender los flujos crecientes de mercancías y personas desde Fresno y Mariquita hacia Manizales y viceversa, impusieron la apertura de un camino a través de la cordillera central. "La obra fue adjudicada al señor Pantaleón González Ospina, quien con la asistencia de don José María Botero (alias Dn. Marucho) y don Manuel Grisales, acometieron los trabajos de la gigantesca obra, en 1887, que concluyeron en 1891. La obra de veinte leguas de extensión y de la cual quedan aún recuerdos en la región supuso un trabajo titánico y se recuerda todavía en la historia de la comarca como “El camino de la Moravia”.
Años más tarde y debido a las crecientes necesidades de la exportación cafetera que se efectuaba por entonces a través del río Magdalena y el puerto de Barranquilla, se diseñó e inició el cable aéreo entre las poblaciones de Mariquita y Manizales el 2 de septiembre de 1913, con un tiempo de construcción de 10 años, y poniéndose en servicio en 1923. Este es el cable aéreo más largo del mundo, de 72 km de extensión y 376 torres de acero, algunas de ellas con alturas superiores a los 68 m y la capacidad de transporte de carga en cada sentido fue de cien toneladas diarias y el viaje significaba de diez a quince horas. El sistema operó hasta el año de 1968.
La estación del cable en Fresno permitió una disminución importante de los costos del transporte, e hizo de Fresno un centro de trilla y comercialización de café producido en los municipios de Manzanares y Pensilvania. Fresno disfrutó una época de crecimiento económico y poblacional sin precedentes, hasta entonces.
En la difusión del café en Fresno se da crédito a la labor del Padre Juan B. Cortés, quien estuvo en una primera oportunidad en Fresno –entre noviembre de 1910 y agosto de 1921–. El padre fue el gran difusor enseñando su cultivo y manejo. Difundió también el cultivo de los pastos artificiales para la optimización de la ganadería, además del fique y aún de la planta de morera para que sirviera de base para la alimentación del gusano de seda y la proyectada instalación de una fábrica de textiles de seda.

### SigloXXdesde 1910 hasta 1970
Se consolida como productor agrícola con cultivo de café y producción de panela principalmente, continúa su papel como centro comercial regional.
Este proceso de consolidación del cultivo de café se adelanta a partir de pequeñas plantaciones. Las pequeñas y medianas fincas cafeteras han desempeñado un papel importante como medio de vida para las familias que viven de ellas, asegurándoles el sustento y el bienestar y las posibilidades de ahorro.
El censo de las plantaciones, publicado en 1926 presenta a Fresno, con cerca de un millón y medio de cafetos sembrados, ocupando el puesto 86 dentro de los 450 municipios cafeteros del país. Había una altísima concentración de las pequeñas plantaciones cafeteras en Fresno durante los años veinte: casi el 70 % de las mismas disponía de menos de 1500 cafetos. Aparentemente en dicho momento, al igual que hoy, el café era una de las posibilidades productivas de la unidad familiar rural, estando asociado en la mayoría de los casos, con otros cultivos como caña de azúcar, plátano, yuca, arracacha y pastos.
"En 1930 se inaugura el Carreteable Manizales - Mariquita; como base de esta carretera sirvió treinta y nueve años después el antiguo camino de La Morabia; este había sido la ruta de integración comercial entre Manizales y el valle del río Magdalena".
En 1919, la Compañía Mercantil de Ultramar, estableció en el Fresno, la Trilladora San Cayetano. Esta empresa fue reestructurada unos años más tarde, siendo sus socios y gestores los señores Londoño de Brigard, Sanz Mazuera y Jorge Tanco. Se destaca igualmente, la puesta en marcha, de numerosas industrias orientadas hacia el mercado local: los hermanos Enrique y Néstor Llano fundaron la “Trilladora La Tropical”, las fábricas de Chocolate “El Rey”, de velas esteáricas, la de café molido “Suave”, y la de Gaseosas “Flor del Tolima”. El señor Carlos Cuartas Duque puso en marcha fábricas de jabón y gaseosas “La Corona”, la de Cerveza “La Vencedora”, la fundición de trapiches y despulpadoras, la de curtiembres y el aprovechamiento de los derivados de los cueros, tales como la fabricación de cubiertas para machete y calzado de trabajo. Don Alberto Bateman, Agente en el Fresno de “R.J. Jones y Cía S.A.- Casa Inglesa-Fresno”, comercializaba trapiches, despulpadoras, zinc y cemento “Canadá”. Por su parte, Don Ernesto Cifuentes operaba la trilladora “La Reina” y una procesadora de Café Molido . Años después, iniciaron operaciones las “Industrias Tavera” para la fabricación de trapiches, ruedas hidráulicas, accesorios mecánicos y la construcción de un parque de atracciones mecánicas que recorrió, durante varios años, los numerosos pueblos y ciudades vecinas. Además de las actividades mencionadas, operaban en la localidad numerosos talleres de carácter artesanal: carpinterías, sastrerías, zapaterías y confección de prendas de vestir.
En 1940 los incendios destruyeron los archivos municipales, posteriormente el Concejo Municipal decidió destruir lo que restaba al calificar que no tenían ninguna importancia y conservar sólo un registro de adjudicatarios de tierras cuya existencia está por certificar.
En las etapas iniciales del nuevo siglo veinte y como respuesta a las demandas crecientes de la expansión demográfica y aún de la apenas incipiente área urbana se fundan por iniciativa ciudadana las primeras instituciones de educación y de salud: El Colegio San José se funda en el año 1904 con grados completos de escuela primaria; el Colegio María Auxiliadora con un origen similar al del colegio San José es regentado por Las Dominicas Terciarias desde el año 1921 y paralelamente el Colegio San José cuenta con los Padres Agustinos, como parte de su dirección. En el año de 1944 estas comunidades se retiraron de la localidad. En el año de 1957 es designado Rector de la Institución colegio San José a Jesús Antonio Guzmán Díaz, natural de Fresno, quien se compromete en la nueva sede y ofrece paulatinamente el bachillerato completo, meta alcanzada en el año 1962. La Escuela Urbana de niños, hoy Simón Bolívar y existente desde los inicios del siglo, recibió una nueva sede amplia y de líneas arquitectónicas modernas en 1936, bajo la Gobernación de Don Mariano Melendro.
Durante las décadas de 1910 y 1920 surgen nuevas entidades, cuyo origen mixto, eclesiástico y comunitario, se crea el primer hospital, regentado por la Señorita Blanca Gaviria, y localizado dentro del gran predio de la Sociedad de San Vicente de Paul. Esta última institución de larga acción en la ayuda y socorro de grupos más desfavorecidos, permanece activa a lo largo del siglo XX, pero desaparece a finales de los años sesenta por el despojo de zona urbana que era objeto del patrimonio social del municipio, pese a las reclamaciones y denuncias valientes del Padre Luis Alberto Sánchez, entonces párroco de la localidad.
Desde finales de la década de 1940 y como eco de una muy difícil situación que afectaba buena parte del territorio de la Nación, se configuran graves procesos de descomposición en las condiciones políticas y de seguridad en Fresno y toda la región cafetera. Este ciclo de violencia política, como se reconoce por los tratadistas del tema, ocasionará desalojos, en el área urbana y rural, además de persecución política y el decaimiento de las condiciones sociales, políticas y económicas. Los efectos de la presencia de este tipo grave de descomposición social se prolongarán hasta principios de la década de los años 60, bajo la modalidad de bandolerismo. Nombres como los de Desquite y aún Sangrenegra y otros perduran en la memoria de las gentes que debieron soportar duras condiciones de inestabilidad e inseguridad. Pese a todo, estos fenómenos no han sido documentados ni estudiados. Cabe recordar que Monseñor Germán Guzmán Campos, quien se desempeñará como Párroco de Fresno y Líbano durante esta época aciaga, y quien junto con el sociólogo Fals Borda y el humanista Eduardo Umaña Luna, fue autor del primer tratado sobre este fenómeno social, la Violencia en Colombia. En la obra mencionada se encuentran referencias a situaciones vividas en los dos municipios del Norte tolimense, ya citados.
Desde los años del medio siglo veinte, se manifiestan nuevas condiciones de integración vial del país que darán lugar a la aparición de mercados mayores, regionales y nacionales, con un impacto negativo en las pequeñas industrias locales y en las consiguientes posibilidades comerciales; sin embargo, casi de manera simultánea, las heladas de Brasil darán lugar a una importante bonanza cafetera que modera en parte los efectos del proceso de descomposición y cambio reseñados.

### SigloXXdesde 1970 hasta 1990
Modernización del cultivo de café con el caturra e intensificación de la diversificación con la adopción de nuevos cultivos. Impacto de la desaparición de Armero.
En los años sesenta estuvo disponible la nueva tecnología, asociada al caturra, que implicaba nuevas técnicas de cultivo más intensivo en mano de obra. Directivos de la Federación de Cafeteros, utilizando información privilegiada, compraron tierras en Fresno para crear fincas de tamaño grande, en zonas con suelos considerados tradicionalmente no aptos para el café.
La bonanza cafetera de 1976 causada por una disminución brutal de la oferta brasileña, a consecuencia de las heladas de junio de 1975, permitió exportar a un precio excepcional el café colombiano. Luego de una ya muy notable base de precios, se pasó de 81,3 centavos de dólar en 1975 a 2,402 en 1977. Tal vez, el efecto más duradero de la bonanza comentada fue la revolución tecnológica de la introducción y la difusión del café caturra. No obstante, en este período, coincidiendo con una tendencia nacional, en el Fresno se registró una muy apreciable diversificación de cultivos.
En la escala regional, a finales de 1985, ocurrió la tragedia de Armero a causa de la erupción del Nevado del Ruiz. Armero se proyectaba desde hacía varios años como área de relevo de la ciudad de Honda que desde años atrás venía mostrando signos de decadencia y deterioro como centro comercial y de pequeña industria en el Norte del Tolima. Las normas expedidas por el gobierno para atender la desaparición de Armero, promover y dar una nueva orientación al desarrollo de la región norte del Tolima, modificaron las relaciones del Norte del Tolima con Ibagué y Manizales en favor de la primera. En Fresno significaron se crearon plantas avícolas, que pronto se caracterizaron como generadoras importantes de empleo local.

### Finales delsigloXXysigloXXI
Crisis cafetera, disminución de la importancia del cultivo de café e incremento de nuevos cultivos. Efectos perniciosos de la apertura económica a principios de los años noventa.
En Colombia, durante julio de 1988, se suspendió el sistema de cuotas y se regresó al mercado libre del café. Fresno con procesos positivos de diversificación, fue quizás el municipio del Norte del Tolima con menor impacto relativo por la crisis cafetera. Pese a ello, se registró desaceleración económica e incluso disminución de la población. El censo realizado por el Departamento Administrativo Nacional de Estadística (DANE) en 2005, registra entre 1993 y 2005, una disminución del 9,4 %; o sea pasar de 34 413 personas a 31 317.
| Población según zonas |        |          |         |        |         |
| Años                  | Total  | Cabecera | %       | Resto  | %       |
| 2005                  | 31.317 | 14.442   | 46.12 % | 16.875 | 53.88 % |
| 2011                  | 30.719 | 14.764   | 48.06 % | 15.955 | 51.94 % |
| 2012                  | 30.617 | 14.802   | 48.35 % | 15.815 | 51.65 % |
| 2013                  | 30.500 | 14.829   | 48.62 % | 15.671 | 51.38 % |
| 2014                  | 30.395 | 14.857   | 48.88 % | 15.538 | 51.12 % |
| 2015                  | 30.284 | 14.878   | 49.13 % | 15.406 | 50.87 % |

COLOMBIA. PROYECCIONES DE POBLACIÓN MUNICIPALES POR ÁREA (DANE, 2005-2020)
En este período las actividades agropecuarias siguen predominando en Fresno, esta situación se puede resumir en los datos de áreas sembradas, cultivos y número de animales, los cuales permiten concluir que Fresno es un municipio con actividades diversificadas, que aunque el café por las condiciones del cultivo determina en gran parte la marcha de las actividades agrícolas, su peso en el producción total es limitado.
Área agrícola de Fresno en 2014
| Cultivo       | Área sembrada (Ha) |
| ------------- | ------------------ |
| Café          | 6084.00            |
| Aguacate      | 4973.00            |
| Plátano       | 1880.00            |
| Guanábana     | 850.00             |
| Caña panelera | 685.00             |
| Cacao         | 450.00             |
| Otros(1)      | 436.00             |

Área agrícola y población pecuaria en Fresno, 2014 (Corpoyarumos, 2016)
| Texto de cabecera            | Texto de cabecera |
| ---------------------------- | ----------------- |
| AvesFRIKO SAS, con 4 granjas | 1 238 000         |
| Bovinos                      | 6056              |
| Porcinos                     | 2327              |
| Equinos                      | 743               |
| Ovinos                       | 170               |
| Caprinos                     | 12                |

A principios de la década del 2000 aparece en Fresno el paramilitarismo relacionado con los grupos del Magdalena Medio. Quizás es importante señalar que, aunque en Fresno este evento tuvo una gran impacto, similar a lo sucedido con la violencia política desde finales de la década de 1940 hasta principios de la década de los años 60, ambos están enmarcados en situaciones a nivel nacional y aún no han sido estudiados a nivel local.
“La violencia ha sido ante todo de origen político, producida por el enfrentamiento entre liberales y conservadores entre 1947 y 1957, y después por las guerrillas comunistas formadas a partir de 1964 y por la respuesta del gobierno, con frecuencia brutal e ilegal y de los grupos paramilitares, creados desde 1978 por organizaciones de la droga, propietarios rurales y miembros de la fuerza pública para combatir la guerrilla. Esta violencia creó ondas expansivas que desorganizaron la sociedad, cambiaron los valores, debilitaron la justicia y la policía y dieron campo y estímulo a otras formas de violencia, como el narcotráfico. Y su relación con los problemas sociales y la desigualdad ha hecho que forme una trama compleja con acciones políticas y legales y con organizaciones que promueven objetivos legítimos, lo que vuelve difíciles o poco eficaces las respuestas represivas. Esta violencia es la gran tragedia de la sociedad colombiana del último siglo y constituye su mayor fracaso histórico.”

## División Político-Administrativa

### Cabecera municipal
La Cabecera municipal tiene un área de 0,35 km2 y está dividida en 23 barrios: El Carmen, Alto de la Cruz, Caldas, Centenario, Estadio, Jorge Eliécer Gaitán, Juan B. Cortés, La Esperanza, La Libertad, Las Palmeras, Matadero, Nuevo Horizonte, Obrero, San Luis, Santa Ana, Santo Domingo, Simón Bolívar, Villa del Prado, San Pedro, Las Chapoleras y Villa maría.

### Centros poblados y Veredas
Fresno tiene bajo su jurisdicción 5 centros poblados (en total suman un área de 1.94 km2):
- Betania
- El Tablazo
- La Aguadita
- Partidas
- San Bernardo

Además, el municipio tiene constituido 82 veredas que conforman un área de 217.015 km2:
| Aguas Claras       | Caucasia      | La Cristalina | Peña Lisa        |
| Aguasal Brillante  | Cerro Azul    | La Divisa     | Petaqueros       |
| Aguasal La Playa   | Colombia      | La Floresta   | Piedra Grande    |
| Alegrías           | Dos Quebradas | La Florida    | Playas Del Gualí |
| Alto Del Águila    | El Bosque     | La Hondura    | Portugal         |
| Alto Grande        | El Espejo     | La Linda      | Primavera        |
| Arrayan            | El Guayabo    | La Picota     | Providencia      |
| Bajo Gualí         | El Mulato     | La Porfia     | Puente Tierra    |
| Barretico          | El Nogal      | La Sierra     | Raizal I         |
| Barreto            | El Placer     | Las Marías    | Remolino         |
| Betania            | El Tablazo    | Los Andes     | San Antonio      |
| Brisas Del Gualí   | El Turco      | Los Guaduales | San Bernardo     |
| Brisas Del Guarino | España        | Mateguadua    | San Ignacio      |
| Buenas Aires       | Fátima        | Medina        | San Isidro       |
| Cachipay           | Guayacanal    | Miraflores    | Santa Clara      |
| Caja Rica          | Guineal       | Mireya        | Santa Rosa       |
| California         | Holdown       | Palenque      | Torre Doce       |
| Campeón Alto       | Jiménez       | Paramillo     | Travesías        |
| Campeón Bajo       | La Aguadita   | Partidas      | Trincheras       |
| Campeón Medio      | La Ceiba      | Pavas         | Ucrania          |
| Cascabel           | La Colina     |               |                  |

## Geografía

### Ubicación y distancias
Se encuentra en las faldas de la cordillera Central tolimense a 5° 08’58’’ Lat. N y 0° 56’ 23’’ Long W de Bogotá. Dista 114 km de Ibagué, 220 de Bogotá y 103 km de Manizales. El territorio, todo montañoso, se extiende sobre la rama magistral de la cordillera, está comprendido entre las hoyas de los Ríos Guarinó y Gualí que le sirven de líneas divisorias norte y sur, respectivamente. Con una extensión de 208 km², su topografía es variada: con relieves pronunciados y accidentados hacia los cañones de Gualí y Guarinó y en ocasiones, de amenas colinas, como en las zonas de Mireya, Primavera, El Espejo, Ríosucio, La Sierra, Alegrías, La Esmeralda. Entre otras. Accidentes geográficos destacados: las cordilleras de La Sierra, Topacio, las cuchillas Argollas, La Florida, Los Andes, Paramillo, Santa Rosa y Trincheras, el Cerro La Linda y Cerro Azul.

### Límites municipales
Fresno está delimitado por los siguientes municipios, excepto con el norte y occidente, con el departamento de Caldas.
| Noroeste: Manzanares ( Caldas)                     | Norte: Marquetalia ( Caldas) (Río Guarinó) | Nordeste: Marquita |
| Oeste: Límites entre Manzanares ( Caldas) y Herveo |                                            | Este: Marquita     |
| Suroeste: Herveo y Casabianca                      | Sur: Palocabildo                           | Sureste: Falán     |

### Clima
Temperatura Promedio 20 °C. Precipitación Promedio Multianual 2941,7 mm Altitud Cabecera Municipal 1450 m s. n. m. Las formación ambiental corresponde al bosque húmedo subtropical. De acuerdo con lo anterior, el Municipio de Fresno presenta una variedad de temperaturas que van desde los 16,5 °C hasta los 23,5 °C, con una temperatura promedio de 20 °C, lo que hace que en la mayor parte del territorio predomine el clima Templado. El sector más cálido son las Veredas Aguas Claras y Palenque y la zona con el menor registro de temperatura es Raizal I, Raizal II y La Divisa. Los meses con menor precipitación son junio y julio con 150 mm y octubre el más lluvioso con 300 mm de precipitación aunque debido al cambio climático esta estacionalidad ha venido cambiando.
La mayor parte del municipio presenta una humedad relativa que oscila entre el 80 y el 85 % cubriendo un área de 19 293,34 hectáreas equivalentes al 85,81 % y solo el 14,19 % restante del área presenta una humedad relativa entre el 75 al 80 % correspondiente a 3189,76 hectáreas.

### Recursos naturales, suelos
Estudios realizados por el Comité de Cafeteros del Tolima caracterizan sus suelos como formados por cenizas volcánicas de grano fino, ricas en minerales y con alta capacidad de absorción de agua, resistentes a la erosión y alto contenido de materias orgánicas, óptimos para el cultivos de café, caña de azúcar y hortalizas. La vegetación de la región es variada, con especies como escobo, yarumo, guamo, cámbulo, pringamoza, caucho, laurel, arenillo, nogal, guadua, entre otros, y cultivos de café, caña de azúcar, cacao, maíz, yuca, fríjol, hortalizas y frutales.
Existen yacimientos comprobados de cobre, plomo, plata y oro; sin embargo, la minería, actividad principal en la etapa inicial de la vida municipal, ha desaparecido quedando algunos bahareques esporádicos, sin mayor impacto económico ni de ocupación.

### Hidrología
Los ríos Gualí y Guarinó se constituyen como las fuentes de mayor importancia para el Municipio. Nacen igualmente en el Municipio los ríos, Sucio y Medina que corriendo en dirección oriental y atravesando parte importante del municipio, van a desembocar en el río Gualí, en territorio de Mariquita.
En los ríos Guarinó y Gualí desaguan numerosas quebradas: Providencia, Rascaderal y Barreto, afluentes del Guarinó, y las de Guarumo, San Rafael, Campeón y Nicuá que caen al Gualí.
Dentro de estas cuencas aparecen subcuencas como las de las quebradas Campeón, Nicuá, San Joaquín, Peñas Gordas, Cascabel y Barreto, entre otras que constituyen la reserva hídrica del Municipio y del Norte del Tolima. Es de anotar que a pesar de su importancia hídrica, las quebradas Barreto, Nicuá y el río Sucio son las fuentes más contaminadas del Municipio.

### Ambiente y contaminación
Actualmente, el Municipio de Fresno tiene problemas ambientales con las aguas residuales, a causa de la falta de sistemas de tratamiento de aguas residuales en la cabecera municipal y en los centros poblados. Además, del uso excesivo de agroquímicos utilizados en los suelos, que son arrastrados por escorrentía en época de precipitaciones. Dentro de las funciones de la Empresa de Servicios Públicos de Fresno – CORFRESNOS E.S.P. está administrar y disponer de forma responsable los residuos sólidos ordinarios del municipio que se estiman aproximadamente en 350 Ton/mes. Los habitantes del municipio aún no tienen una cultura ambiental con respecto a la separación en la fuente y aprovechamiento de los residuos .
La calidad del aire es afectada por el secado de café, la una de las etapas de su producción, en donde la calidad del aire se afecta por la quema de combustible como A.C.P.M., Carbón, Cascarilla de arroz y/o café; estas quemas pueden provocar emisiones de cenizas y hollines a la atmósfera.
Otro factor que altera la calidad del aire, es el trazado de la vía nacional sobre el costado suroriental del municipio, lo que genera moléculas de monóxido de carbono, hidrocarburos y óxidos de nitrógeno (SMOG);

### Cambio climático
El cambio climático afecta los cultivos los cuales se deben desplazar para ajustarse a las nuevas condiciones. El sector cafetero plantea en el municipio de Fresno la necesidad de subir la cota en la cual este se ha cultivado tradicionalmente para poder controlar la presencia de cierta plagas, especialmente la broca y la roya.

### Riesgos y amenazas naturales
Se tienen identificados los siguientes tipos de amenaza:
- Remoción en Masa
- Volcánica
- Sísmica
- Hidrológica

## Demografía
El poblamiento de Fresno, iniciado por colonos antioqueños, se convirtió en un imán colector de una multicolor composición de grupos étnicos: ingleses, turcolibaneses y cundiboyacenses buscaban oro y convertirse en propietarios de los extensos baldíos que el gobierno concedía a los servidores públicos destacados. 
Esta diversidad a partir de diferentes grupos étnicos se ha mantenido en el tiempo, en época reciente, la información del DANE 2005 registra 19 indígenas habitantes en el municipio y 1535 habitantes clasificados en el ítem afrodescendiente o mulato.

### Datos poblacionales
El municipio de Fresno, cuenta según el censo del DANE de 2005 con una población de 30 284 habitantes, lo que representa el 2,2 % de la población total del departamento. Y se distribuye así:
- Total población en cabeceras 14 878
- Total población resto 15 406
- Total población hombres 14 601
- Total población mujeres 15 683
- Población (> 15 y < 59 años) - potencialmente económicamente activa 17 835
- Población (< 15 o > 59 años) - población económicamente inactiva 12 449

La proyección para la población hasta el año 2015 en Fresno Estadísticas 2011-2014 estaría mostrando una estabilización de la población total del municipio y un aumento de la población en el área urbana con una disminución notable en el área rural.
| Censo | Total  | Cabecera | Porcentaje | Resto  | Porcentaje |
| ----- | ------ | -------- | ---------- | ------ | ---------- |
| 1951  | 21.744 | 5.019    | 23,08      | 16.725 | 76,92      |
| 1964  | 23.712 | 7.058    | 29,77      | 16.654 | 70,23      |
| 1973  | 218.54 | 8.729    | 39,94      | 13,125 | 60,06      |
| 1985  | 26.433 | 9.928    | 37,56      | 16.505 | 62,44      |
| 1993  | 34.413 | 14.099   | 40,97      | 20.314 | 59,03      |
| 2005  | 31.317 | 14.442   | 46,12      | 16.875 | 53,88      |

Por sexos se prevé una ligera disminución del porcentaje de hombre y un ligero aumento del de las mujeres.
| Años | Total  | Hombres | Porcentaje (%) | Mujeres | Porcentaje (%) |
| ---- | ------ | ------- | -------------- | ------- | -------------- |
| 2011 | 30.719 | 15.989  | 52,05          | 14.730  | 47,95          |
| 2012 | 30.617 | 15.913  | 51,97          | 14.704  | 48,03          |
| 2013 | 30.500 | 15.913  | 51,90          | 14.671  | 48,10          |
| 2014 | 30.395 | 15.829  | 51,86          | 14.633  | 48,14          |
| 2015 | 30.284 | 15.683  | 51,79          | 14.601  | 48,21          |

La tasa de natalidad en el Municipio de FRESNO fue del 18,67 por ciento en el año 2000; se presentó una leve disminución en los años siguientes; sin embargo, a partir del 2004 se presentan incrementos, hasta llegar en el año 2009 al 22,78 por ciento. La tasa de mortalidad del Municipio era del 4,63 por ciento en el 2000 y para el año 2009 alcanzó una cifra de 7,56 por ciento.
Con respecto al sector agrícola, en correspondencia con la disminución de la población rural, según las estadísticas manejadas por la EPSAGRO 2016, con base en las estimaciones del DANE para el 2015, el 76 % de los productores se encuentra en el rango etáreo de mayores a 45 años, mientras para el rango 65 a 69 años, se encuentra el 16 % de estos, tendencia poco halagüeña para la productividad agropecuaria del municipio muestra.
la ya conocida y reconocida curva ascendente del envejecimiento de la mano de obra productiva rural.

### Empleo
No se encontró información confiable sobre la tasa de desempleo en el municipio. La Agenda Ambiental del Municipio de Fresno presenta la siguiente tabla sobre la oferta laboral en Fresno.
| Año  | Población total | Población sin edad para trabajar | Población en edad para trabajar | PEI    | PEA    | Ocupados | Desocupados |
| ---- | --------------- | -------------------------------- | ------------------------------- | ------ | ------ | -------- | ----------- |
| 2011 | 31.745          | 1.427                            | 30.318                          | 12.688 | 17.630 | 9.931    | 7.699       |
| 2012 | 33.185          | 1.566                            | 31.619                          | 13.298 | 18.321 | 10.376   | 7.945       |
| 2013 | 31.745          | 1.404                            | 30.341                          | 12711  | 17.630 | 9.931    | 7.699       |
| 2014 | 21.990          | 1.394                            | 30.596                          | 12.703 | 17.893 | 9.909    | 7.984       |

La tabla siguiente presentada en Fresno Estadísticas 2011-2014 muestra un aumento significativo de la pobreza extrema especialmente en la zona rural.
| Año  | Zona urbana | Zona Centro Poblado | Zona rural total | Zona urbana total | Total  |
| ---- | ----------- | ------------------- | ---------------- | ----------------- | ------ |
| 2011 | 8.591       | 935                 | 10.318           | 9.526             | 19.844 |
| 2012 | 9.241       | 963                 | 11.201           | 10.204            | 21.405 |
| 2013 | 9.476       | 969                 | 11.418           | 10.445            | 21.863 |
| 2014 | 9.767       | 978                 | 11.799           | 10.745            | 22.544 |

Vale anotar que refleja un aumento mayor en la pobreza extrema que en la oferta laboral en el municipio. Este debería ser un dato preocupante que probablemente este relacionado con una oferta limitada de empleo y posiblemente un desempleo creciente.

## Economía
Desde la época de la colonización antioqueña Fresno ha constituido con El Líbano el eje de la actividad socioeconómica de la cordillera Central norte-tolimense, dentro de este proceso, Fresno (1857) y Casabianca, inicialmente Santo Domingo (1848), constituyeron los puntos iniciales para las fundaciones de las actuales diez cabeceras municipales de origen paisa, en el Departamento del Tolima. Hoy se tiene un activo comercio local, al cual confluyen los municipios de Casabianca y Palocabildo, Manzanares y Herveo y su Corregimiento Padua.
La presencia en Fresno de una notable actividad comercial se relaciona hoy con unas actividades agropecuarias diversificadas y pujantes, como se puede observar en las datos de áreas sembrada por cultivos y número de animales presentados más adelante, y por un mercado local importante en gran parte explicado por el predominio de las pequeñas y medianas propiedades rurales.
En Fresno, aunque el café por las condiciones del cultivo determina en gran parte la marcha de las actividades agrícolas, este tiene hoy una importancia limitada, hay otros cultivos y otras actividades agrícolas que en conjunto exceden las áreas dedicadas al cultivo del café.
Según Fresno Estadísticas 2011-2014 para el municipio de Fresno el PIB municipal asciende a 168 000 millones de pesos y representa un 1,7 % en el PIB departamental. Por otro lado el PIB per cápita es de aproximadamente 5 499 722 pesos anuales.
| Año  | PIB Departamental | PIB Municipal | Peso Relativo Municipal | Población | PIB per cápita |
| ---- | ----------------- | ------------- | ----------------------- | --------- | -------------- |
| 2012 | 9905 $            | 168 $         | 1,7 %                   | 30 617    | 0,0055 $       |

### Sector rural

#### Agricultura
De la tabla siguiente de la Agenda Ambiental del Municipio de Fresno se puede inferior que el 99 % de los predios rurales son administrados en su gran mayoría por sus propietarios. Las formas de arrendamiento, aparcería o colonato casi no tienen presencia. Existe un gran predominio de la pequeña y mediana propiedad, que se traduce en una relativamente equitativa distribución de la tierra. El 81.53 % de los predios son explotaciones que no superan las diez hectáreas, al tiempo que el área que ocupan representa el 38.64 % de la superficie total
| Área       | Predios | Porcentaje acumulado | Propietarios |
| ---------- | ------- | -------------------- | ------------ |
| <1 Ha      | 415     | 11.54                | 499          |
| 1-3 Ha     | 830     | 23.08                | 1107         |
| 3-5 Ha     | 984     | 27.36                | 1318         |
| 5-10 Ha    | 703     | 19.55                | 983          |
| 10-15 Ha   | 252     | 7.01                 | 342          |
| 15-20 Ha   | 131     | 3.64                 | 173          |
| 20-50 Ha   | 233     | 6.48                 | 318          |
| 50-100 Ha  | 40      | 1.11                 | 51           |
| 100-200 Ha | 6       | 0.17                 | 7            |
| 200-500 Ha | 2       | 0.006                | 6            |
| Total      | 3596    | 100.00               | 4804         |

La situación descrita es corroborada por los datos disponibles para las fincas cafeteras, según información disponible en CAFINORTE - Cooperativa de Caficultores del Norte del Tolima: hay en Fresno 3518 caficultores con 3950 fincas cafeteras, con un área total de 15 544.04 hectáreas. De este total de hectáreas hay 5767.7 cultivadas en café. El tamaño promedio de una finca cafetera es 3.94 hectáreas y tiene 1.46 hectáreas sembradas en café. Según esta misma institución en 1994 el 94.5 % de las fincas cafeteras tenían menos de 2 hectáreas.
El Plan de Desarrollo Agrícola, Pecuario y Ambiental 2017 en la tabla siguiente da las cifras de áreas sembradas en los principales cultivos.
| Cultivo       | Área sembrada (Ha) |
| ------------- | ------------------ |
| Café          | 6084.00            |
| Aguacate      | 4973.00            |
| Plátano       | 1880.00            |
| Guanábana     | 850.00             |
| Caña panelera | 685.00             |
| Cacao         | 450.00             |
| Otros(1)      | 436.00             |

Debe tenerse en cuenta que estas cifras no incluyen las correspondientes a los cultivos semestrales, las cuales no se pudieron localizar.

#### Pecuarios
Con respecto a la población pecuaria el mismo Plan de Desarrollo Agrícola, Pecuario y Ambiental 2017 presenta las siguientes cifras.
| Especie  | Número de individuos |
| -------- | -------------------- |
| Aves     | 1 238 000            |
| Bovinos  | 6056                 |
| Porcinos | 2327                 |
| Equinos  | 743                  |
| Ovinos   | 170                  |
| Caprinos | 12                   |

De la totalidad de la superficie del municipio, el 13.98 % es dedicada a la actividad pecuaria, la cual, por circunstancias económicas en el aspecto agrícola, ha venido sufriendo cambios, se ha intensificado de manera gradual las actividades con bovinos, avícola, porcícola y en mínima escala, piscícola.
- Bovinos: predominando las explotaciones ganaderas de doble propósito, con sistemas de cría y levante. La producción estimada de leche es de 1800 litros por día, con una media entre 3 a 4 litros por vaca.
- Porcinos: esta es una actividad que viene creciendo aceleradamente en el municipio, aunque actualmente no tiene gran impacto económico. Existen algunas granjas con buenas prácticas pecuarias, aunque con un número bajo de animales en producción.
- Avicultura: la producción avícola del municipio es bastante alta, debido a la presencia de cuatro plantas pertenecientes a la empresa FRIKO S.A. El resto de la producción es doméstica, vista como actividad tradicional en un 90 %, que opera parcialmente al autoconsumo, sin ninguna organización ni garantías de inocuidad y biosanitarias; esta producción genera pequeños ingresos ocasionales.
- Piscicultura: es una actividad incipiente, con poca técnica, vista como pasatiempo o de producción para el autoconsumo, aunque actualmente se tiene conformada la Asociación de Productores Piscícolas –ASPEZ. Por ahora, esta línea pecuaria, no tiene ninguna incidencia en el desarrollo económico municipal, aunque existen 66 predios reportados con cultivos de mojarra, principalmente.

### Sector financiero y comercio en general
Se cuenta con servicios bancarios de Banco de Bogotá, Banco de Colombia, Davivienda y, a partir de 2014, Banco Agrario, según la tabla incluida en Fresno Estadísticas 2011 a 2014. 
| Año  | Tipo                                        | Número  |
| ---- | ------------------------------------------- | ------- |
| 2011 | Entidades bancarias                         | 3       |
| 2011 | Captaciones en establecimientos de crédito  | $17.705 |
| 2011 | Cartera neta en establecimientos de crédito | $30.122 |
| 2012 | Entidades bancarias                         | 3       |
| 2012 | Captaciones en establecimientos de crédito  | $17.706 |
| 2012 | Cartera neta en establecimientos de crédito | $27.323 |
| 2013 | Entidades bancarias                         | 3       |
| 2013 | Captaciones en establecimientos de crédito  | $22.512 |
| 2013 | Cartera neta en establecimientos de crédito | $30.951 |
| 2014 | Entidades bancarias                         | 4       |
| 2014 | Captaciones en establecimientos de crédito  | $26.883 |
| 2014 | Cartera neta en establecimientos de crédito | $33.406 |

| Tipo               | Año  | Número |
| ------------------ | ---- | ------ |
| Cuenta de ahorro   | 2011 | 6386   |
| Cuenta de ahorro   | 2012 | 7313   |
| Cuenta de ahorro   | 2013 | 8260   |
| Cuenta de ahorro   | 2014 | 11 718 |
| Cuenta corriente   | 2011 | 326    |
| Cuenta corriente   | 2012 | 403    |
| Cuenta corriente   | 2013 | 430    |
| Cuenta corriente   | 2014 | 441    |
| Tarjeta de crédito | 2011 | 1208   |
| Tarjeta de crédito | 2012 | 1406   |
| Tarjeta de crédito | 2013 | 1593   |
| Tarjeta de crédito | 2014 | 1691   |
| Consumo            | 2011 | 550    |
| Consumo            | 2012 | 708    |
| Consumo            | 2013 | 755    |
| Consumo            | 2014 | 723    |
| Vivienda           | 2011 | 62     |
| Vivienda           | 2012 | 75     |
| Vivienda           | 2013 | 84     |
| Vivienda           | 2014 | 93     |
| Microcrédito       | 2011 | 43     |
| Microcrédito       | 2012 | 54     |
| Microcrédito       | 2013 | 55     |
| Microcrédito       | 2014 | 97     |

Hasta el 26 de octubre de 2017, según la página de datos abiertos de gobierno digital de Colombia, existen 507 establecimientos comerciales legalmente constituidos, el 37,91 % de éstos, están relacionados con la prestación de servicios como hoteles, restaurantes, bares y similares, en segundo lugar se encuentran los establecimientos dedicados al comercio de prendas de vestir con un 22,53 %; 24 establecimientos se dedican a la reparación de maquinaría y equipos.
A nivel de infraestructura turística el municipio según tabla de Fresno Estadísticas 2011-2014 cuenta con 6 hoteles y residencias que ofrecen una capacidad de 123 habitaciones y 177 camas, como se detalla a continuación. 
| Nombre             | Capacidad        | Capacidad | Ubicación | Ubicación |
| ------------------ | ---------------- | --------- | --------- | --------- |
| Nombre             | N.º Habitaciones | N.º Camas | Urbana    | Rural     |
| Hotel Bachué       | 15               | 19        | X         |           |
| Hotel Las Colonias | 19               | 22        | X         |           |
| Hotel La Cascada   | 28               | 41        | X         |           |
| Hotel Real         | 24               | 33        | X         |           |
| Hotel Sueño Feliz  | 20               | 20        | X         |           |
| Hotel Don Berna    | 26               | 29        | X         |           |
| Hotel del Campo    | 16               | 19        | X         |           |
| Hospedaje Mirador  | 18               | 18        |           | X         |

### Comercialización productos agrícolas
Según el Plan de Desarrollo Agrícola, Pecuario y Ambiental del municipio de Fresno 2017 la comercialización de productos agrícolas se realiza en la siguiente forma.
La comercialización del café se realiza con las cooperativas de caficultores; en estos lugares, el caficultor recibe aproximadamente el 95% del precio internacional del café. Según datos de La Cooperativa en Caficultores de Fresno CAFINORTE, compra aproximadamente el 30 % del café seco comercializado. El resto es comprado por los exportadores privados y su cadena de comercialización.
Los procesos de comercialización del aguacate se realizan directamente en la plaza de mercado o depósitos de compra, que luego los llevarán a otros destinos del país.
El proceso de comercialización para la caña panelera se hace directamente con el producto final, la panela, y se comercializa con los comerciantes de granos y abarrotes a nivel local y municipal; dentro de su mercado existen múltiples intermediarios, que encarecen el producto. Además, el producto presenta bajo valor agregado, ya que los empaques no son los más adecuados, y existe baja diversificación de la presentación del mismo. 
La comercialización de cacao se realiza de tres formas, venta directa al acopiador local o pequeñas cooperativas, agentes de compras de la industria, o exportador.
La comercialización del plátano es totalmente informal y muchas veces, quienes compran son los intermediarios, los cuales terminan ganando más que los mismos productores.
La comercialización de la guanábana se realiza en la plaza de mercado, en el depósito de compra-ventas por la vía principal o a intermediarios que compran en la zona, donde, nuevamente, estos terminan quedándose con gran parte de las ganancias de los productores.

### Turismo
Hay un creciente interés en el turismo en Fresno, especialmente el relacionado con ecoturismo en el sector rural, se creó y está en funcionamiento la Asociación de Turismo de Fresno - ATUFRESNO, privada cuyo objetivo es promover y operar actividades relacionadas con el turismo en Fresno.
Se está creando una oferta de rutas turísticas definidas de una forma similar a como se desarrolló el turismo rural en Quindío y Risaralda, a partir de las fincas existentes con atractivos relacionados con la producción agropecuaria, incluyendo en estas rutas lo que ha sido tradicionalmente considerado en el municipio atractivos turísticos, como es el caso de Piedra Grande, sitio con cuevas no exploradas relacionado con mitología indígena, y los paisajes asociados al panorama hacia el Valle del Magdalena.

### Asociaciones gremiales
El sector cafetero es el que presenta una estructura gremial más fuerte, existe el Comité de Cafeteros y CAFINORTE - Cooperativa de Caficultores del Norte del Tolima. No solo prestan servicios como asociación sino que comercializan café y fertilizantes.
Existen además las siguientes asociaciones:
| Nombre | Nombre             |
| --- | ------------------ |
| Asociación de productores agropecuarios del Municipio                                                     | ASPROAGROFRES      |
| Asociación de productores de café especial de Fresno Tolima                                               | ACAFETO            |
| Asociación de productores de panela de Fresno                                                             | APROPANELA         |
| Asociación de productores de frutos de Fresno, Tolima                                                     | ASOFRUTOS          |
| Asociación de familias desplazadas por la violencia Residentes en el Fresno Tolima                        | ASOFADESTOL        |
| Fundación de discapacitados físicos de Fresno                                                             | LA NUEVA ESPERANZA |
| Asociación de mujeres emprendedoras de Fresno                                                             | ASOMUFRES          |
| Asociación de productores de frutas y verduras de Fresno                                                  | APROFRUVERT        |
| Asociación semillas de esperanza                                                                          | ASOSEDES           |
| Precooperativa multiactiva de producción y transformación, venta de productos agropecuarios del Municipio | COODISTRIAGRO      |

## Infraestructura

### Zona urbana
La zona urbana de Fresno está asentada en una hondonada, algo inclinada, en forma de herradura, formada por las laderas de los Altos del Cielo, La Cruz, El Fresno y El Águila, y mirando a los llanos del Tolima y a las estribaciones del poniente de la cordillera Oriental.
La Agenda Ambiental del Municipio de Fresno plantea como problema fundamental de la cabecera la falta de suelos aptos para el creciente desarrollo urbano, lo cual hace necesario que se dé un buen manejo ambiental de las zonas que requiere el Municipio para su expansión.

### Zona rural
El territorio del Municipio de Fresno en su mayor parte corresponde a paisaje montañoso, se extiende sobre la rama magistral de la cordillera. Está comprendido entre las hoyas de los Ríos Guarinó y Gualí que le sirven de líneas divisorias norte y sur, respectivamente. 
Este paisaje está conformado por un complejo sistema de cordilleras y un sinnúmero de colinas que se ramifican en todas direcciones, formando pequeñas mesetas y graciosas ondulaciones muy favorables a los cultivos. 
En el área rural del Municipio de Fresno existen registradas 83 veredas y 6 Centros poblados, distribuidos en seis (6) corregimientos los cuales son: La Aguadita, Betania, Paramillo, El Tablazo, San Bernardo y Mireya. Un mapa de las veredas de Fresno se puede encontrar en la Agenda ambiental del municipio de Fresno.

### Transporte terrestre
Desde hace varios años se ha identificado la necesidad de una terminal para el transporte. Hoy se tiene un sitio para la empresa local de transporte de pasajeros intermunicipales, pero el resto del transporte intermunicipal y los sitios de inicio de las rutas para el transporte a nivel de veredas en camperos, 252, está disperso por todo el municipio.
La comercialización de productos agrícolas, tanto insumos como sitios de compra de estos productos, está condicionada por el gran número cultivadores en fincas pequeñas, que hace que lleguen de cada finca pequeñas cantidades de cada producto, lo que implica un gran número de sitios de comercio pequeños, con una ubicación desordenada, dando la sensación de un aparente desorden en la comercialización y transporte de estos productos.
En general, en el Municipio se registra la existencia de una buena disponibilidad de vehículos para el transporte de productos. Entre las fincas y la cabecera municipal la carga se moviliza en vehículos tipo campero. En el transporte de productos a cabeceras municipales vecinas se utilizan preferentemente camiones con capacidades de carga de 5 a 10 tonelada, los mismos que se utilizan para la movilización de la carga hasta mercados terminales (Bogotá, Ibagué, Manizales).
Para el transporte de pasajeros intermunicipales existe la empresa local Cooperativa de Transporte del Norte del Tolima - COOTRANSNORTE, la cual también presta también el servicio de transporte a las veredas primordialmente con camperos y servicio local de taxis. En transporte intermunicipal prestan este servicio y tienen oficinas locales Expreso Bolivariano y Empresa Arauca. Tienen rutas que pasan por Fresno y transportan pasajeros, Tax La Feria, Coopuertos, Rápido Tolima, Flota Honda y La Esperanza.

### Vías centrales y terciarias
El municipio está servido por varias vías de penetración que comunican la cabecera con las diferentes veredas. Esta red interna de carreteras une a Fresno con Colombia, Campeón, Betania, El Tablazo, Pavas, Barreto, El Hatillo y Aguasclaras. Operan además las conexiones Guayabo-Barreto; Palenque-Aguasclaras y Partidas- Barreto. Existe una carretera entre Fresno y Casabianca. Se precisa completar las conexiones con Palocabildo, en la otra margen del Gualí, y con Victoria(Caldas) pasando el Guarinó.
- Vías Primarias: Actualmente se encuentran las Vías Letras – Fresno, Fresno – Mariquita – Honda.
- Vías Secundarias: Actualmente se encuentran las Vías Fresno – Cruce Casabianca, Petaqueros - Pensilvania (Caldas).
- Dentro de la prospectiva urbana se tiene como proyecto la construcción de la vía Fresno – El Tablazo – Marquetalia.

- Vías Terciarias: Aquellas cuya función es vincular pequeños y medianos caseríos, veredas o parajes con los centros urbanos. ..

Según la Administración Municipal del total de la infraestructura vial el 18,7 por ciento de sus vías se encuentran pavimentados, de los cuales el 4,35 por ciento se encuentra en buen estado y el 14,35 por ciento en regulares o malas condiciones.
Así mismo, el mayor porcentaje de infraestructura pertenece a las vías no pavimentadas 81.3 por ciento, según el Comité de Cafeteros actor social y económico importante en esta zona tan solo el 28,8 por ciento se encuentra en condiciones transitables, mientras que un 44,6 por ciento se caracteriza por encontrarse en regular estado. Los principales causantes del deterioro de la malla vial primaria son las condiciones de inestabilidad de los suelos, sumados a un irregular mantenimiento, al uso inadecuado de las mismas y al clima, que permiten un mayor grado de detrimento de la capa asfáltica.

### Parque automotor
En la Secretaría de Transporte Municipal están matriculados 482 vehículos públicos, 598 particulares 2018 motos para un total de 3.342. El transporte es prestado en el municipio por la Cooperativa de Transporte del Norte del Tolima, COOTRANSNORTE, la cual tiene matriculados 252 camperos para el transporte de las veredas la municipio, 69 busetas y 13 camionetas para el transporte intermunicipal de pasajeros y 56 taxis para transporte urbano y cercanías. Vale resaltar el gran número de camperos que se explica por las condiciones geográficas y el mal estado de las vías interveredales y el número de motos que han venido tomando importancia en el transporte de personas y carga han tenido un impacto positivo en el transporte, y en general en la forma de vida, en la zona rural.

### Vivienda
Las tablas siguientes de Fresno Estadísticas 2011 - 2014 muestra la evolución de la vivienda en los últimos años.
| Viviendas por zona en Fresno |                |      |
| 2011                         | Urbano         | 4225 |
| 2011                         | Centro Poblado | 315  |
| 2011                         | Rural Disperso | 4319 |
| 2011                         | Total          | 8859 |
| 2012                         | Urbano         | 4370 |
| 2012                         | Centro Poblado | 327  |
| 2012                         | Rural Disperso | 4571 |
| 2012                         | Total          | 9268 |
| 2013                         | Urbano         | 4521 |
| 2013                         | Centro Poblado | 335  |
| 2013                         | Rural Disperso | 4698 |
| 2013                         | Total          | 9554 |
| 2014                         | Urbano         | 4614 |
| 2014                         | Centro Poblado | 346  |
| 2014                         | Rural Disperso | 4798 |
| 2014                         | Total          | 9758 |
| 2015                         | Urbano         | 4633 |
| 2015                         | Centro Poblado | 342  |
| 2015                         | Rural Disperso | 4899 |
| 2015                         | Total          | 9874 |

Fuente: Base de datos Certificada DNP 2011, 2012, 2013, 2014 y 2015*. *Preliminar. Recuperado en agosto de 2015. 
Nota: Aproximación al 85% de la población.
Para el periodo 2011 – 2014, la Vivienda urbana en el municipio de Fresno presentó un comportamiento ascendente. Por su parte, el centro poblado y el Rural Disperso reveló un comportamiento creciente durante 2011 – 2014. En términos totales, los años 2011, 2012, 2013 y 2014 son ascendentes en el número de viviendas por zona, presentando 8.859, 9.268, 9.554 y 9.758 viviendas, respectivamente.
Fresno. Tipo de vivienda. 2011 - 2015
| Tipo de vivienda existente en el Municipio |                    |        |                     |       |
| Año                                        | Casa o apartamento | Cuarto | Otro tipo de unidad | Total |
| 2011                                       | 7606               | 1247   | 4                   | 8859  |
| 2012                                       | 7361               | 1902   | 3                   | 9268  |
| 2013                                       | 7454               | 2094   | 4                   | 9554  |
| 2014                                       | 7583               | 2170   | 4                   | 9758  |
| 2015*                                      | 7723               | 2146   | 4                   | 9874  |

Fuente: Base de datos Certificada DNP 2011, 2012, 2013, 2014 y 2015 *. *Preliminar. Recuperado en agosto de 2015.
Nota: Aproximación al 85% de la población.
Del total de 8.296 viviendas en el Municipio de Fresno, 4.099 se ubican en el área urbana y 4.197 en el área rural. Las viviendas del Municipio en la zona urbana, en un 75 por ciento están construidas con estructuras en cemento, ladrillo o bloque, pisos de cemento o esmaltados y las cubiertas de zinc o Eternit. Cuentan con los servicios públicos domiciliarios esenciales agua, luz, alcantarillado, teléfono, y de estas un 80 por ciento cuentan con gas domiciliario. El 25 por ciento restante corresponde al área rural y se encuentran construidas en diferentes materiales de acuerdo a las condiciones climáticas y los recursos naturales existentes en cada zona encontrando construcciones en madera, bareque, guadua con pisos en tierra o cemento y cubiertas de zinc. Tomado de Fresno Estadísticas 2011 2014.

### Seguridad ciudadana
En temas de seguridad Fresno cuenta con un cuerpo armado de seguridad pública que es la policía nacional, no se reporta el número de uniformados disponible en el municipio. Existe una cárcel, dependiendo del Instituto Nacional Penitenciario y Carcelario. Según versiones encontradas de los habitantes e historiadores la edificación donde funciona el instituto penitenciario es establecimiento carcelario hace aproximadamente 80 años. No se tienen datos precisos de la cantidad de funcionarios con los que cuentan cada una de estas entidades. 

### Servicios públicos
Los primeros esfuerzos para dotar al Fresno de servicios públicos fueron las obras de adelanto acometidas por el Padre Juan B. Cortés - noviembre de 1910 y agosto de 1921, su esfuerzos además de lo parroquial y educativo cubrieron otras áreas de adelanto material: a él se debe la instalación en el Fresno de la primera planta eléctrica y la creación de la primera empresa de energía eléctrica, mucho antes que en varios de los municipios vecinos.

#### Acueducto
En el Municipio de Fresno existe una planta de tratamiento. Sus instalaciones de infraestructura se encuentran en condiciones adecuadas, aunque funciona parcialmente, debido a que no se realiza el tratamiento adecuado correspondiente, generando problemas en la potabilización del recurso.
La tabla siguiente de Fresno Estadísticas 2011- 2014 muestra la cobertura en los últimos años.
Fresno. Coberturas Acueducto, Alcantarillado y Aseo. 2011 - 2014
| Cobertura de acueducto, alcantarillado y aseo en el Municipio |                           |                       |            |
| Año                                                           | Cobertura                 | Cobertura             | Cobertura  |
| Año                                                           | Acueductos Urbanos (%)(e) | Alcantarillado (%)(e) | Aseo(%)(e) |
| 2011                                                          | 96,0                      | 98,0                  | 100,0      |
| 2012                                                          | 96,0                      | 98,0                  | 100,0      |
| 2013                                                          | 96,0                      | 98,0                  | 100,0      |
| 2014                                                          | 100,0                     | 98,0                  | 100,0      |

Fuente: Empresa de Acueducto, Alcantarillado y Aseo de Tolima S.A.E.S.P. Recuperado en agosto de 2015

##### Acueductos veredales del área rural de Fresno[29]
| Acueducto                                                                     | Veredas y características ambientales de la fuente |
| Acueducto Veredal El Espejo                                                   | Vereda El Espejo. Ambientalmente, la fuente presenta un alto grado de deforestación sobre la parte alta de la cuenca, que alcanza un 70%, donde se produce una continua tala de guadua para uso particular. |
| Acueducto Rural Vereda Betania                                                | Vereda Betania. La fuente se encuentra protegida en su parte alta, con una buena cobertura vegetal, sin presentarse problemas de contaminación a lo largo de su cauce. |
| Regional de Occidente y Acueducto Alegrías                                    | Veredas de Dos Quebradas, La Florida, parte de Alegrías y parte del Alto del Águila. La fuente, actualmente, ha presentado problemas de deforestación, a causa de quemas y tala indiscriminada de parte de la cobertura vegetal existente. |
| Acueducto Veredal Los Andes                                                   | Vereda Los Andes. La fuente presenta cierto grado de deforestación. |
| Acueducto La Linda - Barreto                                                  | Veredas La Linda y Barreto. La fuente se encuentra en buen estado, con altos índices de cobertura vegetal, suficientes para mantener el equilibrio normal de la cuenca. |
| Acueducto Veredal Cerro Azul                                                  | Vereda Cerro Azul, la fuente presenta cierto grado de deforestación en las partes altas de la cuenca. |
| Acueducto Veredal Palenque                                                    | Vereda El Espejo. La fuente abastecedora presenta un alto grado de deforestación. |
| Acueducto Campeón Bajo                                                        | Vereda Campeón bajo. La fuente se encuentra en regular estado, con índices de cobertura vegetal insuficiente. |
| Acueducto La Picota                                                           | La Picota, Holdown, veredas vecinas del municipio de Herveo. La cuenca cuenta con las condiciones necesarias para su mantener su equilibrio natural. |
| Acueducto Regional Comunitario Partidas, Puente Tierra, Tablazo, San Bernardo | Veredas Partidas, Trincheras, Puente Tierra, Fonda Vieja, El Tablazo, Colinas 1 y 2, San Bernardo, La Cristalina y Fátima. Ambientalmente, la fuente presenta un alto grado de protección vegetal sobre la parte alta de la cuenca, en especial en la zona de nacimiento de la fuente abastecedora; sin embargo, en algunos tramos de la parte media, se han observado algunos indicios de deforestación. |

En el sector rural, existen según la información entregada por la Alcaldía municipal dos Acueductos de carácter regional el primero de ellos es reconocido como el de Occidente y Alegrías mientras que el segundo es el que beneficia las veredas Las Partidas, Puente Tierra, El Tablazo y San Bernardo. Estos muestran una línea importante de conducción en condiciones adecuadas, almacenamiento suficiente que garantiza la cobertura, aunque lastimosamente existen problemas de potabilización del recurso.

#### Alcantarillado
El servicio de alcantarillado en el Municipio de Fresno es administrado por CORFRESNOS, alcanza una cobertura del 77 por ciento. El tipo de suelo y el avance de construcción de la red enviada a las corrientes subterráneas de agua hacen que el sistema sea poco efectivo y se presenten daños reiterados, el sistema de Box Coulvert construido no obedece a normas técnicas y representa un riesgo para las construcciones topográficas de las redes y evaluación técnica total. El Municipio de Fresno no realiza el tratamiento a sus aguas residuales; pues gran parte de este sistema ya colapso o cumplió con su vida útil; por lo que estos vertimientos se están realizando directamente al río Sucio y a la Quebrada Nicua.
En cuanto al sistema de alcantarillado a nivel rural existe un elevado índice de población que aún a este tiempo no cuenta con el servicio de saneamiento básico y alcantarillado dentro del sector urbano y más palpablemente en el sector rural, donde la falta de una cobertura adecuada para la población en torno a los sistemas de manejo y disposición de aguas residuales refleja las condiciones de insalubridad en que actualmente convive la comunidad campesina.

#### Residuos sólidos
CORFRESNOS E.P.S es la entidad encargada del manejo de los residuos sólidos; en lo referente al manejo, se recolecta aproximadamente 10 toneladas de residuos por día, éstos eran llevados a un botadero a cielo abierto ubicado aproximadamente a 7 km del casco urbano, en el momento este botadero se encuentra cerrado desde el 9 de mayo del 2006, por disposición de la autoridad ambiental. En la actualidad se está disponiendo en el Municipio de la Dorada, Departamento de Caldas. 

#### Servicio de energía
El servicio de energía es suministrado por la empresa de Energía del Tolima, ENERTOLIMA. En el municipio de Fresno existían a diciembre de 2006, 6.802 suscriptores al servicio de energía, de los cuales 6.251 pertenecían al sector residencial, representando el 91,9% del total de suscriptores.

#### Servicio de gas
El cuadro siguiente de Fresno Estadísticas 2011-2014 muestra el número de suscriptores al servicio de gas.
Fresno. suscriptores de servicio de gas por estrato, residencial. 2011 - 2014.
| Suscriptores de servicio de gas por estrato en el Municipio |             |             |             |             |
| Año                                                         | Residencial | Residencial | Residencial | Residencial |
| Año                                                         | Estrato 1   | Estrato 2   | Estrato 3   | Total       |
| 2011                                                        | 881         | 1999        | 733         | 3613        |
| 2012                                                        | 936         | 2066        | 768         | 3770        |
| 2013                                                        | 983         | 2.127       | 795         | 3905        |
| 2014                                                        | 1213        | 2431        | 818         | 4462        |

Fuente: Sistema Único de Información de Servicios Públicos SUI. Recuperado en agosto Recuperado en agosto de 2015. Nota: la información 2011-2014 se presenta con corte a diciembre. *Los datos parciales de 2015 no fueron suministrados.
El Municipio de Fresno cuenta con una cobertura con respecto a este servicio del 82 por ciento en la zona urbana, el restante de la población del casco urbano aún no cuenta con este servicio por la falta de ingresos suficientes para adquirirlo, pese a que la red de distribución se encuentra instalada en todo el Municipio; adicionalmente, existen invasiones que por motivos legales y locativos no deben contar con el servicio.
Plaza de Mercado
Cuenta con una estructura para la comercialización de los productos de primer orden, esta se encuentra ubicada en la zona central de la municipalidad, ubicada exactamente entre las carrera 8 entre calle 6 y calle 7.
En la actualidad, esta planta no se encuentra en funcionamiento debido a que a los vendedores prefieren realizar su comercialización en los espacios públicos como calles y andenes, buscando evitar el alquiler de los locales y los impuestos que genera utilizar la plaza de mercado.
Plantas de Sacrificio
Esta planta, en su momento, fue descrita según palabras del Secretario de Planeación el señor Wilson Montero Vázquez el Municipio cuenta con esta planta para el beneficio y la posterior comercialización. Ubicada en la zona sub-urbana del municipio en óptimas condiciones que se corrobora en el seguimiento que realiza CORTOLIMA a esta, de hecho sirve para que municipios aledaños como Herveo la utilicen para su beneficio. En la actualidad no está en funcionamiento.
Cementerios
El Municipio de Fresno cuenta con cuatro (4) cementerios, uno de ellos se encuentra ubicado en la zona urbana y los restantes en el área rural del municipio específicamente en los centros poblados El Tablazo, La Aguadita y La Betania.
Espacio Público
El Municipio de Fresno en los últimos años ha desarrollado un proceso de ocupación básicamente urbano, a consecuencia principalmente de un desplazamiento masivo del sector rural como resultado a una falta de garantías en el desarrollo de sus actividades.
Como consecuencia de esta dinámica encontramos una ocupación del espacio que no cumple con las normativas planificadoras; dicho sea de paso estos procesos han venido limitando la movilidad de los habitantes de Fresno.
Líneas telefónicas
De acuerdo con la información de las empresas que prestan los servicios públicos en el municipio, en el 2006, Fresno contaba con 2205 líneas telefónicas; en el servicio de energía eléctrica, existían 6802 suscriptores, que consumieron durante el 2006, 6866 Mwh. En la actualidad este servicio de líneas fijas ha perdido importancia frente a la telefonía móvil, no se encontraron datos actualizados.

## Salud

#### Datos salud
Las tablas 33 y 34 de Fresno Estadísticas 2011-2014 muestran la población afiliada a los regímenes de salud.
Fresno. Población afiliada al régimen subsidiado 2011 - 2015*
| Población afiliada al régimen subsidiado en el Municipio |        |        |        |        |        |
| Régimen subsidiado                                       | 2011   | 2012   | 2013   | 2014   | 2015   |
| Afiliados                                                | 23.558 | 23.565 | 22.915 | 22.355 | 22.873 |
| Tasa de crecimiento                                      |        | 0,0%   | -2,8%  | -2,4%  | 2,3%   |

Fuente: Secretaría de Salud Departamental. Recuperado en agosto del 2015. *Preliminar.
Fresno. Población afiliada al régimen contributivo 2011 - 2015*
| Población afiliada al régimen contributivo |       |       |       |       |       |
| Régimen contributivo                       | 2011  | 2012  | 2013  | 2014  | 2015  |
| Afiliados                                  | 5.364 | 5.209 | 5.304 | 5.559 | 5.354 |
| Tasa de crecimiento                        |       | -2,9% | 1,8%  | -4,8% | -3,7% |

Fuente: Secretaría de Salud Departamental. Recuperado en agosto del 2015. *Preliminar.
De acuerdo a la Agenda Ambiental del Municipio de Fresno las principales enfermedades que por notificación externa se presentaron en el Municipio, fueron la Infección Respiratoria Aguda (IRA) y la Enfermedad Diarreica Aguda (EDA); estas enfermedades ocasionadas principalmente en hogares donde existen un alto índice de Necesidades Básicas Insatisfechas que hacen más vulnerables ante estos eventos de Morbilidad.
En el Municipio, según información obtenida en el Hospital Municipal se presentó Infección Respiratoria Aguda con 1.182 casos equivalente a una tasa de incidencia del 33.5 por 1000 habitantes. Provocados principalmente por los agrestes cambios de clima, la exposición al humo debido a que la principal fuente de cocción en la zona es la leña; originando de esta manera serios problemas no solo en la salud de los habitantes sino también en los ecosistemas de la zona.

#### Infraestructura
Según datos de la misma Agenda Ambiental del Municipio de Fresno, el Municipio de cuenta con el Hospital San Vicente de Paúl, para la atención de las necesidades médicas y asistenciales de sus habitante. En cuanto a las características del Hospital San Vicente de Paúl, se puede anotar que es un Hospital de primer Nivel, con una infraestructura física de dos plantas, donde se prestan servicios básicos de salud; Hospitalización, actividades de Promoción y Prevención. Cuenta con 26 camas Hospitalarias.
El Municipio de Fresno cuenta además del Hospital, con dos laboratorios, cinco centros odontológicos, un establecimiento de terapia física y respiratoria, un centro médico y una Administradora de Régimen Subsidiado – Café Salud. 

## Educación
Los colegios y escuelas del municipio configuran una cadena educativa que garantiza la permanencia de los alumnos desde el grado cero hasta el grado once principalmente. No obstante, las Instituciones no tienen la infraestructura necesaria para enfrentar los retos de un sistema educativo. En el caso de acceso a Internet en las instituciones de la zona urbana es de baja calidad y hay muchas restricciones para el acceso real a los alumnos.
El sector rural está casi totalmente desprovisto tanto de material de apoyo al proceso educativo como de tecnologías digitales, los alumnos; de un lado tienen un acceso restringido y por el otro los profesores tienen poca instrucción o preparación técnica.
Las políticas municipales responden únicamente a la cobertura y a garantizar el acceso a la educación con algunos subsidios de transporte y alimentación principalmente el área rural (donde vive el 50 % del total de la población del municipio). Bajo esta óptica podría decirse que el aparato educativo municipal “cumple” con los requerimientos del ministerio de educación nacional, pero la academia como factor generador de transformaciones culturales y sociales en Fresno está lejos de ser ese agente que promueva el cambio, a partir del análisis del entorno y la presentación de alternativas de mejoramiento.

#### Datos nivel educacional
La tabla siguiente de Fresno Estadísticas 2011-2014 muestra los resultados en los exámenes del ICFES de las instituciones educativas de Fresno
Fresno. Calificación instituciones educativas en el Icfes. 2012 - 2013. (Saber 11).
| Calificación instituciones educativas en el ICfes 2011 a 2013 |        |       |          |            |                      |
| Institución                                                   | Zona   | 2012  | 2013     | Naturaleza | Jornada              |
| IE José de Acevedo y Gómez                                    | Urbana | Nd    | Inferior | No Oficial | Sabatina - Dominical |
| IE Real Campestre Sagrada Familia Sede Principal              | Rural  | -     | Medio    | Oficial    | Mañana               |
| San Fernando Ferrini Fresno                                   | Urbana | Bajo  | Bajo     | No Oficial | Sabatina - Dominical |
| IET María Auxiliadora Sede Principal                          | Urbana |       | Bajo     | Oficial    | Noche                |
| IE La Aguadita Sede Principal                                 | Rural  | Medio | Bajo     | Oficial    | Completa u Ordinaria |
| IET Agropecuaria Nuestra Señora de la Asunción Sede Principal | Rura   | Medio | Medio    | Oficial    | Completa u Ordinaria |
| IET María Auxiliadora Sede Principal                          | Urbana | Alto  | Medio    | Oficial    | Completa u Ordinaria |
| IET San José Sede Principal                                   | Urbana | Alto  | Alto     | Oficial    | Completa u Ordinaria |
| IET Agropecuaria El Guayabo Sede Principal                    | Rural  | Medio | Medio    | Oficial    | Completa u Ordinaria |
| IET Niña María Sede Principal                                 | Urbana | Alto  | Alto     | Oficial    | Mañana               |
| IE Fernando González Mesa Sede Principal                      | Rural  | Alto  | Alto     | Oficial    | Mañana               |

Fuente: Fresno. Calificación instituciones educativas en el Icfes. 2014. (Saber 11).
Según Estadísticas Fresno 2011-2014, de acuerdo con la evaluación realizada por el ICFES a las instituciones educativas, se tiene que, en el 2001, 3 de los 5 colegios evaluados obtuvieron una calificación o categoría de desempeño media y 2 fueron calificadas en alto. En el 2002, se evaluaron 5 colegios y el 80 % alcanzó una calificación baja, 1 sola institución obtuvo la calificación alta. En el 2005, se evaluaron 7 colegios, de los cuales 2 lograron una calificación de alto; 3 de bajo y 3 en medio. En el 2006, se observa una mejoría en la calidad, de los 7 colegios evaluados, 4 lograron una calificación de medio, 2 en alto y 1 en superior.
Los resultados para el 2014, confirman el comportamiento de los años anteriores, muestran que las instituciones del municipio de Fresno se ubicaron en un nivel de rendimiento medio, ninguna sobresale sustancialmente (con excepción de los colegios San José, Fernando Gonzales y Niña María) y todos sus indicadores son similares.
Con respecto a personas con nivel educativo superior existen 761 personas en el municipio. La cantidad de mujeres de Fresno pertenecientes a este grupo es de 462, el 60,71 % del total, frente al 39,29 % de hombres.
En Fresno Estadísticas 2011-2014 se presentan las siguientes cifras:
- En lo que se refiere al municipio de Fresno, la tasa de Analfabetismo para el año 2012 se ubicó en el 15,49 %.
- El porcentaje de deserción en básica primaria y básica secundaria se estima en un 7 por ciento. Mientras que el Analfabetismo en el Municipio llega a un 8 por ciento en la totalidad de la población; aunque en comparación con otros Municipios del departamento Fresno tiene una de las más bajas cifras de deserción y analfabetismo del departamento del Tolima.

#### Población estudiantil
Las tablas siguientes de Fresno Estadísticas 2011-2014 muestran los datos de las instituciones educativas en Fresno.
Fresno. Matrícula por sector y zona de atención. 2011 - 2014** y 2015***
| Matrícula por sector y zona de atención en el Municipio |        |       |        |       |        |       |        |        |         |         |
| Por sector                                              | 2011   | 2011  | 2012   | 2012  | 2013   | 2013  | 2014** | 2014** | 2015*** | 2015*** |
| Por sector                                              | Urbano | Rural | Urbano | Rural | Urbano | Rural | Urbano | Rural  | Urbano  | Rural   |
| Oficial                                                 | 4.204  | 3.564 | 3.559  | 3.311 | 3.516  | 3.199 | 3.463  | 3.112  | 3.366   | 2.866   |
| Contratada                                              | 260    | 0     | 111    | 132   | 0      | 59    | 0      | 61     | -       | 80      |
| Total Oficial                                           | 4.464  | 3.564 | 3.670  | 3.443 | 3.516  | 3.258 | 3.463  | 3.173  | 3.366   | 2.946   |
| Privada                                                 | 146    | 0     | 255    | 0     | 366    | 0     | 437    | 40     | 526     | -       |
| Totales                                                 | 4.610  | 3.564 | 3.925  | 3.443 | 3.882  | 3,258 | 3,900  | 3.213  | 3.892   | 2946    |

Fuente: (**) Sistema Integrado de Matrículas (SIMAT) - Consolidado DEfinitivo 2014 Oficina Asesora de Planeación y Finanzas (OAPF) - Subdirección de Acceso Ministerio de Educación (MEN). La información hasta 2013 se considera definitiva. 2015*** corte 1 de septiembre de 2015.
La variación que se presenta en el periodo de tiempo comprendido en los años 2011–2014 para la zona urbana, con referencia al sector oficial fue de 17,63 %, lo que representó 741 alumnos menos matriculados de un año a otro. En la zona rural, la situación presentada en el mismo periodo de tiempo, fue de -12,68 %; el porcentaje indica que 452 alumnos menos realizaron matrícula.
Para el año 2015, con fecha de corte septiembre primero, la matrícula oficial presentó en la zona Urbana 3366 alumnos y en la zona Rural 2946; con respecto de la matrícula privada, solo la zona Urbana arrojó un total de 526 alumnos. En consecuencia, el total preliminar del corte es de 3892 en la zona Urbana y 2946 en la zona Rural.

#### Instituciones educativas, primaria y secundaria
La tabla siguiente de Fresno Estadísticas 2011-2014 muestra el número de establecimientos educativos en Fresno.
Fresno. Establecimientos educativos, número de alumnos y docentes por nivel académicos. 2011 - 2014.
| Establecimientos educativos, número de alumnos y docentes en el Municipio |            |            |                  |          |          |                  |                    |                    |                    |
| Año                                                                       | Preescolar | Preescolar | Preescolar       | Primaria | Primaria | Primaria         | Secundaria y Media | Secundaria y Media | Secundaria y Media |
| Año                                                                       | Alumnos    | Docentes   | Establecimientos | Alumnos  | Docentes | Establecimientos | Alumnos            | Docentes           | Establecimientos   |
| 2011                                                                      | 600        | 14         | 9                | 3.722    | 154      | 9                | 3.192              | 119                | -                  |
| 2012                                                                      | 554        | 15         | 9                | 3.624    | 155      | 9                | 2.771              | 115                | 22                 |
| 2013                                                                      | 663        | 16         | 10               | 3.365    | 161      | 8                | 2.976              | 117                | 22                 |
| 2014                                                                      | 508        | 15         | 9                | 3.467    | 155      | 9                | 2.955              | 122                | 22                 |

Fuente: Secretaría de Educación Departamental y Ministerio de Educación Nacional. Recuperado en agosto de 2015.
De acuerdo a las reformas educativas impartidas por el M.E.N. existen tres grandes centros en el área urbana: la Institución Educativa Técnica San José, Institución Educativa Técnica María Auxiliadora y Institución Educativa Técnica Niña María, y en el área rural la Institución Educativa Real Campestre La Sagrada Familia, Institución Educativa Técnica El Guayabo.
Desde hace algunos años, vienen teniendo fuerte presencia los institutos de validación que tienen un número apreciable y permanente de alumnos que buscan terminar sus estudios académicos.
En el 2000, el 98 % de los establecimientos existentes en el municipio eran oficiales y el 76 % de los mismos estaban en el sector rural; los establecimientos privados, que representaban el 2 %, estaban ubicados en el área urbana.
La variación que se presenta en el periodo de tiempo comprendido en los años 2011–2014** para la zona urbana, con referencia al sector oficial fue de -17,63 %, lo que representó 741 alumnos menos matriculados de un año a otro. En la zona rural, la situación presentada en el mismo periodo de tiempo, fue de -12,68 %; el porcentaje indica que 452 alumnos menos realizaron matrícula.

#### Oferta educación técnica y laboral
La tabla siguiente de Fresno Estadísticas 2011-2014 muestran la oferta de educación superior en el Fresno en ese período.
Fresno. Educación Superior. 2011-2013*.
| Educación superior en el Municipio |                          |                          |                          |
| Nivel de Formación                 | Estudiantes matriculados | Estudiantes matriculados | Estudiantes matriculados |
| Nivel de Formación                 | 2011                     | 2012                     | 2013                     |
| Universitaria                      | 98                       | 66                       | 45                       |
| Tecnológica                        | 132                      | 311                      | 378                      |
| Técnica profesional                | 0                        | 0                        | 0                        |

Fuente:La información suministrada corresponde a lo reportado por las instituciones a través del SNIES. Recuperado en agosto de 2015.
Nota: Fecha de corta de la información, mayo de 2014. *Información preliminar.

## Cultura
En las primeras etapas Fresno fue centro de actividades culturales situación explicada por los intereses de las personas integrantes de la migración antioqueña inicia, que formaban parte de lo que se conoce como colonización antioqueña, y la influencia de los pobladores extranjeros que llegaron relacionados con las actividades de minería, durante la primera mitad del siglo XX. Coincidiendo con este interés en la cultura en esa época se puede señalar la presencia de medios impresos de comunicación en los años veinte y treinta señalada en la Geografía de Fresno 1943.
Posteriormente, aunque en ciertos momentos se identifican esfuerzos por promover estas actividades, hoy la cultura se encuentra marginada de la marcha del municipio. Solo se adelantan algunas actividades llevadas a cabo por las instituciones educativas, en general relacionadas con celebraciones institucionales, con una cobertura muy limitada. En los últimos años solo se identifica la iniciación del proyecto CULTIVARTE, el cual se menciona después.

#### Asociaciones culturales y sedes
Se crearon, funcionaron algún tiempo y tuvieron impacto en su momento las siguientes.
- La Casa de la cultura, funcionó desde 1980 hasta el 2013, fue en una época la entidad encargada de organizar todas las actividades relacionadas con la cultura que se realizaban en el municipio y desde allí se logró recuperar actividades que estaban perdidas. Tenía sede propia, dotada con cuarenta sillas, y salones para juntas y reuniones varias. Con el desarrollo de los Salones Regionales había logrado reunir muestra del arte regional. La sede fue convertida en lugar las capacitaciones sin espacio para las actividades de carácter cultural.

- La Corporación de la Cultura y las Artes "CORAC" era una institución privada sin ánimo de lucro y reconocida mediante personería jurídica. Creada en el año 2004 funcionó hasta el año 2009. Realizó algún tiempo trabajos de recuperación y promoción de elementos de nuestra identidad cultural, dando como resultado el rescate de las festividades Sanjuaneras y la creación y organización del festival Municipal y Nacional de la Rumba criolla.

- Las Danzas folklóricas de Fresno, un grupo de jóvenes organizaron el grupo de danzas municipales del Fresno el día 3 de marzo de 1993 con talleres de capacitación y recuperación del trabajo artístico. Dirigidos por el . Edison Franco Ferro se conformó un grupo con 4 categorías. Adultos, juveniles, infantiles y pre-infantil. En la actualidad tienen alguna presencia esporádica en eventos.

En años recientes solo se encuentra un esfuerzo para disponer de una sede y llevar a cabo actividades relacionadas con la cultura, aprovechando las instalaciones de la antigua piscina que estaban sin uso. Se trata de Cultivarte en funcionamiento desde el año 2016, un convenio entre la alcaldía municipal y una organización privada.
Como sedes para eventuales actividades culturales existen la Concha Acústica, con una capacidad para 500 espectadores; y auditorios en el aula máxima en los colegios San José, el Técnico Comercial Niña María y el coliseo de la nueva sede de la escuela Simón Bolívar. En cierto momento, con motivo de la celebración de los 150 años de Fresno, se estuvo tramitando la creación de un centro cultural utilizando como sede unas facilidades del gremio cafetero, en ese momento sin uso, pero finalmente no se concretó.

#### Fiestas y eventos culturales
En general presentan una situación similar a la señalada para las asociaciones culturales. En su mayoría fueron importantes en su momento y llegaron a tener cierto impacto pero posteriormente fueron dejados de lado, solo tienen un comportamiento diferente las celebraciones religiosas.
Las fiestas sacras se han celebrado tradicionalmente, durante los últimos años se han hecho esfuerzos para revivir estas fiestas, que han logrado atraer fieles e incluso turistas que vienen al Fresno para estas festividades.
Se celebraban con gran pompa: Corpus Christi, la fiesta de la Virgen del Carmen, la Semana Santa, revivida en el 1996 con sus pasos de origen español, y la Fiesta de San Isidro Labrador. Recientemente , en el año 2014, se inició la Semana Santa Infantil.
La Fiesta Sanjuanera es una de las tradiciones que durante muchos años fue toda una explosión de alegría popular. En una época estaban prácticamente en el olvido, la Corporación para Las Artes y la Cultura "CORAC" la rescató y volvió a darle sentido a su origen campesino y religioso, en el año 1987. Esta fiesta heredada de los españoles se celebra en homenaje a San Juan Bautista, el paseo al río, previos desfiles con las galas tolimenses del rabo gallo, el sombrero de pindo y la tambora. Sus habitantes frente este jolgorio han acuñado muy certeramente en estas palabras su idiosincrasia: somos un pueblo de alma tolimense y corazón paisa. Días antes al celebrar el 16 de julio fecha de la festividad los niños celebran su Sanjuanerito y eligen la reina estudiantil Sanjuanera.
El Festival del Norte: Este evento folclórico se realizó anualmente entre 1960 -1970, en el mes de julio. Su reinado en el cual participaron candidatas del Norte del Tolima, logró una verdadera confraternidad regional. El programa de la festividad era muy amplio en actividades culturales, deportivas y sociales.
Durante algunos años, entre 1996 y el 2010, se realizó El Festival de la Rumba Criolla en homenaje al compositor Milcíades Garavito creador de este aire musical, nacido en Fresno.
Se celebraron con buen éxito Encuentros de Colonias en los años 1996 y 2007.

#### Bibliotecas
Se tiene la Biblioteca Municipal Luis Carlos Galán Sarmiento, cuya sede queda en la institución educativa San José, con una regular dotación. A nivel de las instituciones educativas se cuenta con una muy limitada disponibilidad de material. tanto en los centros poblados del Tablazo y La Aguadita, el Núcleo Escolar el Guayabo y aún más limitada en las escuelas rurales.

#### Música
Se puede destacar en Fresno el papel de Milciades Garavito Wheeler, nacido en Fresno el 25 de julio de 1901 y muerto en el año 1953. Concibió el aire musical Rumba Criolla, cuya obra más representativa, «Mariquiteña», se estrenó al promediar 1921 con versos de Juan Escobar Navarro. Entre otras son reconocidas: «La Loca Margarita», «A juerguear tocan» y «Trago para los músicos».

#### Personajes a destacar en este campo en Fresno
Aunque como se señaló antes, la cultura no ha jugado papel importante en las actividades en Fresno, en distintas épocas, se podría decir con su esfuerzo personal, diversos personajes se han destacado, entre otros en los últimos años:
- William Ospina, escritor de amplio reconocimiento nacional e internacional.
- Germán Botero, escultor de amplio reconocimiento nacional con obras de varios países.
- Maruja Toro, actriz reconocida, con papel importante en la primera etapa de la televisión colombianas.
- Aníbal Henao, periodista, educador y cronista del Fresno.
- Julián Santamaría, frayle franciscano, compositor del himno a Fresno: «Tierra de mis mayores», bambuco, y entre otras, las rumbas criollas: «La Coloreta» y Esneda Guzmán y pintor de los íconos del altar mayor de la iglesia.
- Alirio Barragán, pintor.
- Iván Danilo Rincón, pintor.
- Orlando Guerrero, pintor.

## Comunicaciones

#### Medios de comunicación: impresos, digitales, radio, televisión
Según la Geografía de Fresno 1943 la comunicación periodística fue muy profusa entre 1920 - 1950: El primer periódico que se editó en el Fresno fue El Liberal del Norte cuyo primer número vio la luz el 30 de diciembre de 1922. Posteriormente se han editado en orden cronológico La Lucha, El Terror, Hojita Parroquial, El Tropezón, El Rayo X, Excelsior, Gaceta Municipal, El Patriota, El Escolar, La Luz; La Tribuna y El Fresno Liberal. Para 1943 decía que actualmente no existe ningún medio periódico impreso en la localidad.
El municipio actualmente cuenta con dos emisoras, la radio local de Fresno Emisora Fresnunita 93.5 Fm y la Emisora del Ejército Nacional 100.5 FM. Existe un canal local de televisión que informa por cable sobre acontecimientos relevantes que se presenten en el municipio, hay un local comercial que se encarga de la venta de periódicos.

#### Servicios de comunicación: telefónicos, correo
Sobre el servicio telefónico la Agenda Ambiental del Municipio de Fresno señala que hasta el año 2006 existían según la Gobernación del Tolima existan 2.205 afiliados, este servicio año a año ha perdido un gran número de suscriptores a consecuencia del avance en tecnología, cobertura y sus facilidades de acceso de la telefonía celular, muestra de ello es que el 98 por ciento de la población ha adquirido este servicio. El servicio de correo es prestado por Envía, Servientrega e Interapidísimo.

## Deporte
La Agenda Ambiental del Municipio de Fresno plantea como los escasos escenarios culturales, deportivos, recreativos y de encuentro para la comunidad, frenan el buen desarrollo de los habitantes del Municipio tanto en la zona rural como en la urbana. La falta de espacios para realizar un uso sano y razonable del tiempo libre, impide fortalecer los lazos entre la sociedad. Es el caso de los polideportivos de las zonas rurales, que presentan serios problemas en su infraestructura física, pues algunos tienen sus instalaciones sin fluido eléctrico, otros no cuentan con la implementación debida pues han sido desvalijados o en otros casos son víctimas del abandono por parte de los dirigentes quienes no muestran la intención de refaccionar estos lugares, además, los pocos que están al servicio de los ciudadanos cumplieron con su ciclo y necesitan urgentemente una refacción.
Desafortunadamente el deporte no está dentro de las prioridades de la administración local, durante el periodo 2012-2015 se acabó con la Junta Municipal de Deporte y se creó una coordinación deportiva. Había coordinadores deportivos en la mayoría de las disciplinas deportivas, algunos fueron eliminados del cargo, otros se reubicaron en actividades diferentes al deporte.
En el 2016 y 2017 el municipio fue sede de eliminatorias de juegos Supérate Intercolegiados en fútbol, baloncesto, fútbol sala y voleibol. Participaron los municipios de Casabianca, Falan, Mariquita, Honda y Herveo.
El atletismo deporte base, se encuentra excluido, pero se practica. Antiguamente se hacían competencias deportivas y Fresno participaba, en los municipios de Armero, Palocabildo, Pensilvania y siempre tenía un ganador ya que tenía figuras que muy buenas en el atletismo.
El ciclismo es otro de los deportes el cual se encuentran personas interesadas y practicantes del deporte, pero en este caso tampoco llevan ningún tipo de apoyo por parte de administración.

#### Escenarios deportivos
La siguiente tabla de la Agenda Ambiental del Municipio de Fresno relaciona los escenarios deportivos presentes en el Municipio.
| Localización         | Escenario                  | Número de escenarios |
| Cabecera Municipal   | Polideportivos de Colegios | 8                    |
| Cabecera Municipal   | Polideportivos de Barrios  | 3                    |
| Cabecera Municipal   | Parques Recreativos        | 2                    |
| Cabecera Municipal   | Estadios                   | 1                    |
| Cabecera Municipal   | Piscinas                   | 2                    |
| Cabecera Municipal   | Canchas de Tejo            | 4                    |
| Cabecera Municipal   | Galleras                   | 1                    |
| Subtotal Cabecera    | Subtotal Cabecera          | 20                   |
| Resto Rural          | Canchas de Microfúltbol    | 15                   |
| Resto Rural          | Baloncesto                 | 9                    |
| Resto Rural          | Fútbol                     | 9                    |
| Resto Rural          | Múltiples                  | 13                   |
| Resto Rural          | Parques infantiles         | 2                    |
| Resto Rural          | Canchas de Tejo            | 106                  |
| Resto Rural          | Galleras                   | 10                   |
| Subtotal Resto Rural | Subtotal Resto Rural       | 164                  |
| Total Municipio      | Total Municipio            | 184                  |

Fuente: Plan básico de ordenamiento territorial
Actualmente existen adicionalmente 4 canchas sintéticas de fútbol privadas dentro del municipio.

#### Asociaciones deportivas
En una época el municipio tuvo monitores para los diferentes deportes, hoy solo existen asociaciones privadas que promueven los diferentes deportes.
- Fútbol: en el municipio hay 5 asociaciones privadas que promueven el football en las diferentes categorías entre ellas sobresalen en la zona urbana Fresno. FootballClub, en el corregimiento del tablazo el club los cafeteritos.
- Ciclismo: en épocas anteriores había un mero significativo de actividades relacionadas con el ciclismo y competencias en las diferentes categorías. Actualmente solo existe el club llamado Cicloamigos que lleva a cabo actividades recreativas y participa en eventos fuera del municipio.
- Ajedrez: existe un único club, “el rey dorado” que promueve el juego en las instituciones educativas a nivel recreativo.
- Patinaje: hay dos clubes de patinaje en asociación privada, El Club de patinaje Guerreros Fresno, que funciona y entrena en el polideportivo coliseo parque infantil del municipio de Fresno y el club de patinaje San José, que realiza sus actividades deportivas en las instalaciones del Colegio san José.
- Baloncesto: existieron escuelas en las instituciones educativas María Auxiliadora y San José, se está tramitando la creación de una escuela privada de baloncesto

## Emblemas municipales

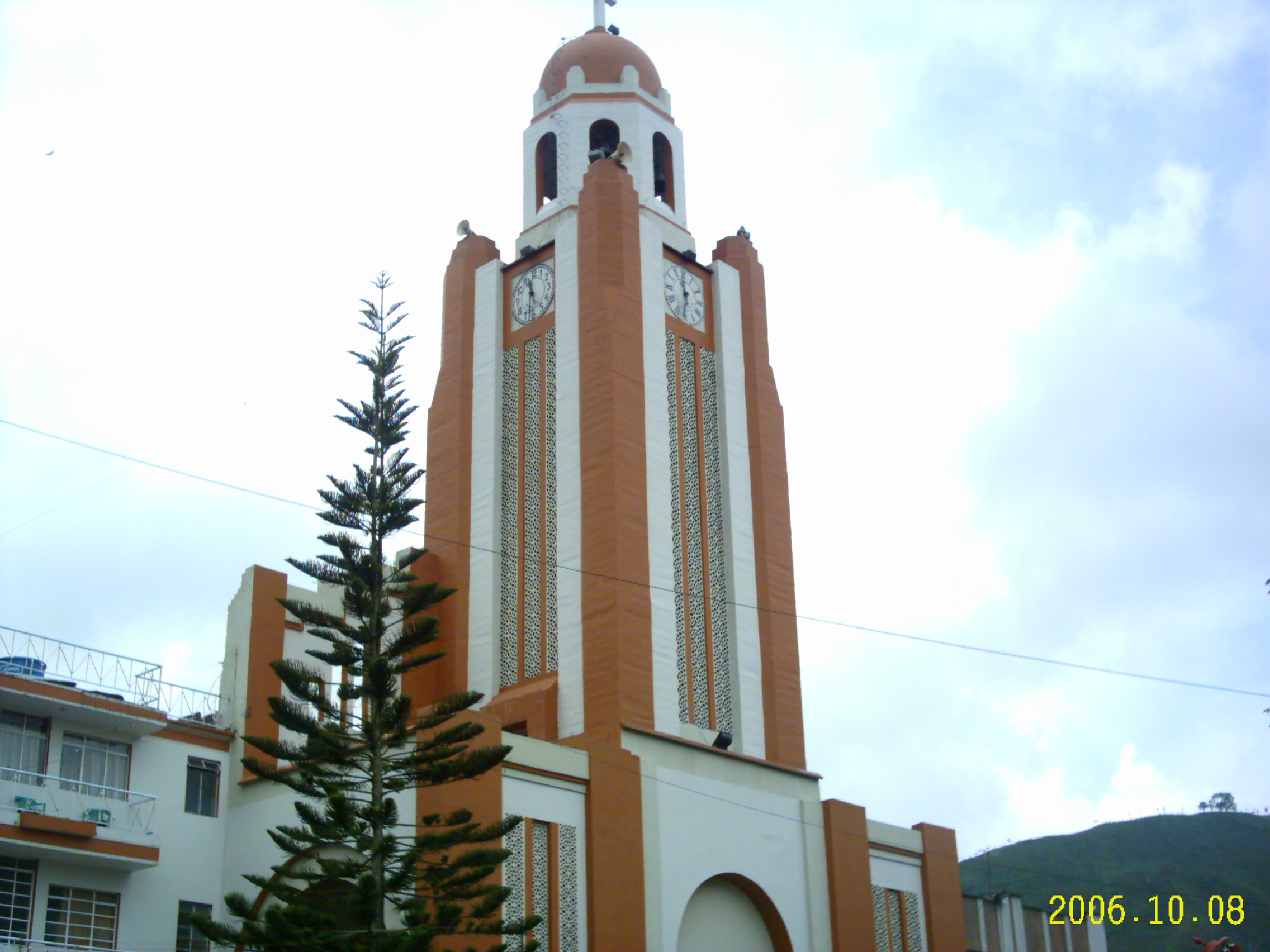
Iglesia del Perpetuo Socorro.

Según Acuerdo n.º 008 del 6 de septiembre de 2008 emanado por el Consejo Municipal sobre heráldica para elegir la Bandera, el Escudo, y el Himno del municipio de Fresno Tolima, se convocó a concurso resultando ganadoras las propuestas presentadas en:

### Escudo
(Maestro en artes plásticas Orlando Guerrero)
Bajo una cinta de color amarillo donde se lee "Fresno Tolima" se encuentra como telón de fondo el cielo azul y sobre éste un grano de café que destella el progreso de un pueblo pujante; bajo él se representan las montañas de la alta cordillera central y franjas de colores evocan la tierra propicia para el cultivo del café y gran variedad de productos agrícolas.
Franja inferior En primer plano el árbol de Fresno, y el sosiego de sus tierras se plasma en la figura de una paloma blanca, en su base un canasto y en él granos de café y oro, simbolizan las riquezas y abundancia del suelo.
A los costados, dos banderas fresnenses abrazan delicadamente a la "perla del norte".

### Bandera
(El señor José Gildardo Rojas)
Los colores amarillo y verde de ancho similar y el blanco en proporción del 75% de cada una de las otras franjas, pero todo igual de largo, el significado de sus colores son:
1. Color amarillo: (tostado, casi canela) Simboliza las riquezas de nuestra región (suelo, clima, diversidad), pero también representa el color propio del mestizaje o de razas de inmensa riqueza cultural.
2. Color blanco: Siendo el color neutral es también el color de la paz, es el color que significa tolerancia, tregua, estar abiertos al diáolgo, estar dispuestos a dar la mano, una mano amiga, sincera, cordial. Es el color de la participación en igualdad para todos.
3. Color verde: Es el color de la esperanza. Significa también el verde intenso de nuestras cordilleras y montañas. Verdes son los cafetales, praderas y potreros. Es el color de la biodiversidad y del entorno sano y saludable.

### Himno municipal
(Letra y música Fraile Julián Santamaría Garzón)
Se trata de una composición en ritmo de bambuco por ser este aire musical representativo de la zona andina cafetera de Colombia.
Es un bambuco de corte paisa que hace referencia a la gesta colonizadora de los arrieros de la segunda mitad del siglo diecinueve y que además canta el amor por la tierra.
Aunque Fresno es un enclave "paisa", en el Tolima somos paisas a nuestra manera, en el resto del Tolima los fresnenses son conocidos por su amabilidad, característico de paisas.
El cuerpo propiamente dicho de la composición lo conforman dieciséis (16) versos divididos en cuatro (4) estrofas cada una con un intención. La primera hace referencia a la situación geográfica (la cordillera) y al ancestro arriero. La segunda describe algunas peculiaridades del paisaje rodeado por una cadena de montañas.
El Fresno está encerrado y mañana y tarde se ve subir la brisa (niebla) del Magdalena que le da ese aspecto brumoso del que se queja el visitante. La tercera nos recuerda que miles de fresnenses no viven ya en la población, se han ido buscando otras oportunidades pero que el pueblo siempre es la referencia de recuerdos gratos y amables, las muchachas bonitas, las calles. La cuarta y última estrofa nos devuelve el alma arriera, buscadores permanentes, trabajadores incansables. Es el paradigma de los arrieros.
Letra
Tierra de mis mayores (Bambuco)

| Fresno perla del norte orgullo de mi Tolima Fresno tierra de mis mayores pedacito de patria que Dios me diera vigilante de la alta cordillera orgullo de mi casta mi casta arriera |  | Preso en tus cerros tutelares que oscurecen las brisas del Magdalena cada tarde cual ninfas pasajeras pregoneras de mohanes y de leyendas Hoy que vivo bajo otro cielo mi corazón reclama por tus recuerdos tarroliso el camellón del comercio la gentil fresnunita sol de mis sueños |  | Pueblo que llevas en el alma grabada la esperanza de los abuelos visionarios de tierra y de los nuevos que acuñaron la gloria de mis ancestros. |  |  |

## Estructura organizacional municipal
| Fresno       | Fresno      | Fresno                     |
| Departamento | Código DANE | Categoría municipal (2022) |
| ------------ | ----------- | -------------------------- |
| Tolima       | 73319       | Sexta                      |

- Personería: Es un centro del Ministerio Público de Colombia que ejerce, vigila y hace control sobre la gestión de las alcaldías y entes descentralizados; velan por la promoción y protección de los derechos humanos; vigilan el debido proceso, la conservación del medio ambiente, el patrimonio público y la prestación eficiente de los servicios públicos, garantizando a la ciudadanía la defensa de sus derechos e intereses.

El actual Personero municipal es x.
- Concejo Municipal: Se regulan por los reglamentos internos de la corporación en el marco de la Constitución Política Colombiana (artículo 313) y las leyes, en especial la Ley 136 de 1994 y la Ley 1551 de 2012.

Constituido por 13 concejales por un periodo de 4 años.  Actualmente se encuentra distribuido con los siguientes partidos para el periodo 2024 - 2027 de la siguiente forma:
x (Conservador), x (Liberal), x (Partido de la U), 1 (Fuerza de La Paz), 1 (ASI), 1 (Mais) y 1 (Cambio Radical).
- Alcaldía Municipal: En esta se encuentra la administración municipal y las entidades descentralizadas del municipio.

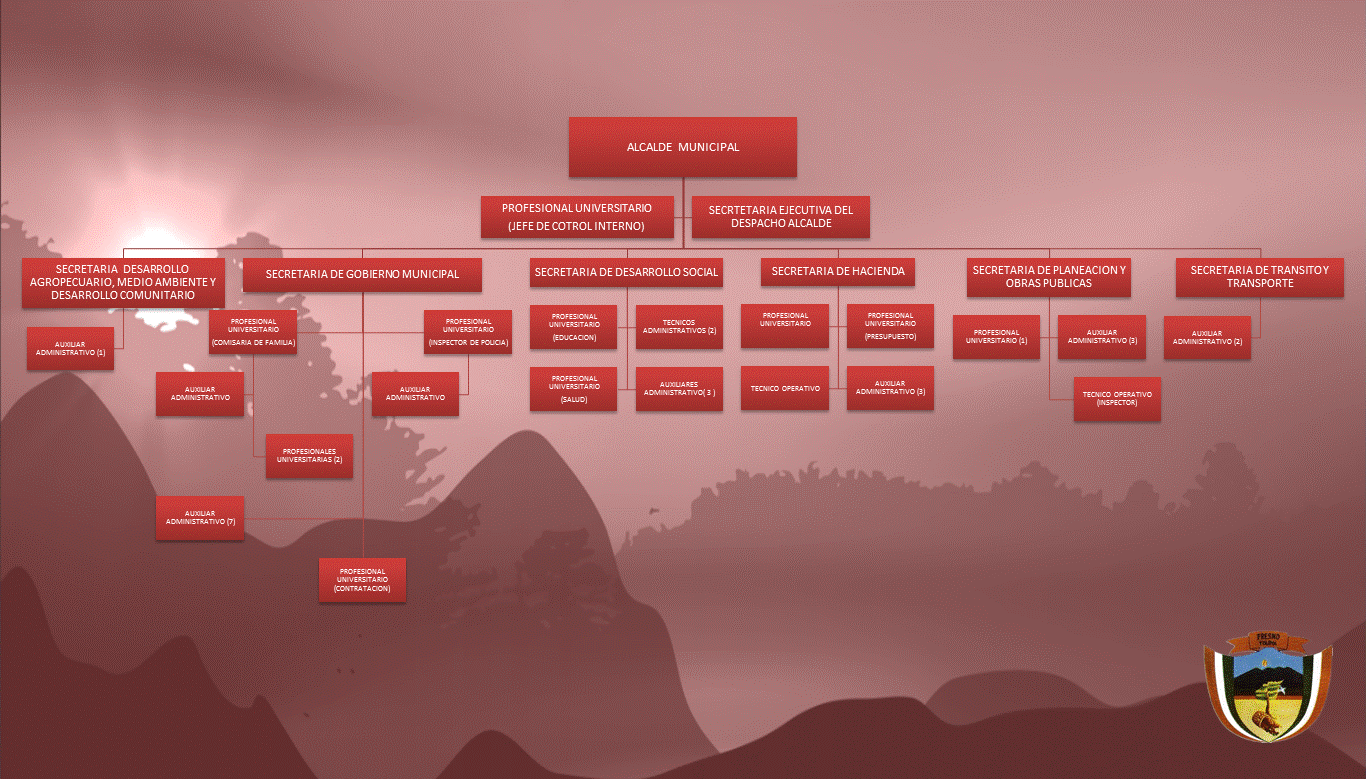
Organigrama de la Alcaldía municipal de Fresno, Tolima

El Alcalde se pronuncia mediante decretos y se desempeña como representante legal, judicial y extrajudicial del municipio. El actual Alcalde municipal es Carlos Quiroga Calderón (2024-2027), elegido por voto popular.
- JAL.

## Servicios públicos
- Energía Eléctrica: Celsia, es la empresa prestadora del servicio de energía eléctrica.
- Gas Natural: Alcanos de Colombia es la empresa distribuidora y comercializadora de gas natural en el municipio.